# Lewis Hamilton
Lewis Carl Davidson Hamilton (Stevenage, Inglaterra; 7 de enero de 1985) es un piloto británico de automovilismo. En Fórmula 1 desde 2007 hasta 2012, fue piloto de la escudería McLaren, con la cual fue campeón en 2008 y subcampeón en 2007. A partir de 2013, se convirtió en piloto de Mercedes hasta la temporada 2024, resultando campeón en 2014, 2015, 2017, 2018, 2019, 2020, igualando los 7 títulos mundiales de Michael Schumacher, subcampeón en 2016 y 2021, y tercero en 2023. Ha logrado alzarse con 105 victorias en Grandes Premios a lo largo de su carrera en la Fórmula 1, superando en 2020 el récord de victorias en la historia de la competición. En 2025 es piloto de la escudería Ferrari.
En 1998, McLaren y Mercedes-Benz le contrataron en el Programa de Jóvenes Pilotos de McLaren. Después de ganar los campeonatos Fórmula Renault 2.0 Británica, Fórmula 3 Euroseries y GP2 Series, dio el salto al equipo McLaren en 2007, debutando en Fórmula 1 doce años después de su encuentro con Ron Dennis.
En su primera temporada en Fórmula 1, estableció numerosos récords y terminó segundo en el Campeonato Mundial de Pilotos de Fórmula 1 empatado a puntos con su compañero de escudería Fernando Alonso y a sólo un punto de Kimi Räikkönen. Con el título de 2008, se convirtió en el piloto más joven en lograr el título de Fórmula 1 a los 23 años y 300 días, superando a su excompañero Fernando Alonso. En la actualidad, ha pasado a ser el segundo campeón más joven, después de que Sebastian Vettel estableciera una nueva marca en 2010 con 23 años y 134 días. Tras su segundo título mundial en 2014, fue nombrado sello deportivo de la BBC del año.
A Hamilton se le atribuye el mérito de promover el seguimiento mundial de la Fórmula 1 al atraer a una audiencia más amplia fuera del deporte, en parte debido a su estilo de vida de alto perfil y otras empresas, incluido su activismo ambiental y social, así como sus experiencias en la música y la moda. En 2020, Hamilton fue incluido en el Time 100 —la lista de personas más influyentes según la revista Time— y en 2021 fue nombrado caballero por la reina Isabel II. En 2025 se estrenó la película F1: The Movie, donde Hamilton ejerció como productor de cine y también participó como él mismo.
A su vez, Hamilton ha sido blanco de abusos racistas a lo largo de su carrera, y ha sido franco en sus críticas a la política racial en la Fórmula 1, además de pedir una mayor diversidad en el deporte. Su trato por parte de los periódicos británicos también ha sido criticado por tener prejuicios raciales, y algunos han señalado la raza y la apariencia física como razones detrás de su impopularidad percibida entre una parte de los fanáticos del automovilismo.[cita requerida]

## Biografía
Hamilton nació el 7 de enero de 1985 en Stevenage, Hertfordshire. Sus padres lo llamaron Lewis por el atleta estadounidense Carl Lewis. Su padre, Anthony Hamilton, es británico de ascendencia granadina, mientras que su madre, Carmen Larbalestier, es británica blanca de Birmingham, y por tanto, mestizo. Los padres de Hamilton se separaron cuando él tenía dos años, tras lo cual vivió con su madre y sus hermanastras mayores, Samantha y Nicola, hasta los doce. Hamilton vivió entonces con su padre, su madrastra Linda y su hermanastro Nicolas, que también es piloto de carreras profesional. Hamilton fue educado como católico.
El padre de Hamilton le compró un coche teledirigido cuando tenía cinco años. Hamilton terminó segundo en el campeonato nacional de la British Radio Car Association al año siguiente contra competidores adultos. Al ser el único niño negro que corría en su club, Hamilton fue objeto de abusos racistas. El padre de Hamilton le compró un kart por Navidad cuando tenía seis años y le prometió que apoyaría su carrera como piloto siempre que trabajara duro en la escuela. Para mantener a su hijo, el padre de Hamilton se despidió de su puesto como Director de Tecnologías de la Información y se convirtió en contratista, a veces tenía hasta cuatro trabajos a la vez, como vendedor de doble acristalamiento, lavaplatos y colocando carteles para agentes inmobiliarios, mientras seguía asistiendo a las carreras de su hijo. El padre de Hamilton creó más tarde su propia empresa de informática. Continuó siendo el mánager de Hamilton hasta principios de 2010.
Hamilton se educó en La Escuela John Henry Newman, un centro católico de enseñanza secundaria de Stevenage. Hamilton ha dicho que a los cinco años empezó a practicar karate para defenderse del acoso escolar. También fue expulsado del colegio durante un tiempo cuando se le identificó erróneamente por haber agredido a un compañero que fue tratado en el hospital por sus heridas. Además de correr, jugó al fútbol en el equipo de su colegio con el que sería internacional de Inglaterra, Ashley Young. Hamilton, aficionado del Arsenal, dijo que si la Fórmula 1 no le hubiera funcionado, habría sido futbolista o jugador de críquet, ya que había jugado a ambas cosas en sus equipos escolares. En febrero de 2001, empezó a estudiar en Cambridge Arts and Sciences (CATS), una universidad privada de sexto grado en Cambridge.

## Trayectoria

### Karting
Hamilton comenzó a correr en karts cuando tenía 8 años. Su primer campeonato llegó dos años después, en 1995 cuando conoció a Ron Dennis, el jefe de McLaren. No fue hasta 1997, que firmó un contrato con McLaren, equipo de Fórmula 1.
Cuando Hamilton ganó su primera competición de los karting, Dennis le llamó, y en 1999 se unió al programa de los jóvenes conductores de McLaren, convirtiéndose en la persona más joven en hacerlo y coronándose en el año 2000 campeón europeo de karts.
En 2001 Michael Schumacher compitió contra Hamilton en una carrera de karting junto con otros futuros pilotos de F1 como Vitantonio Liuzzi y Nico Rosberg.

### Fórmula Renault
El año 2001 supuso para Hamilton la entrada a la Fórmula Renault 2.0 Británica, quedando quinto en la clasificación final a pesar de estrellarse en su tercera vuelta con el coche en las pruebas de invierno. Esto le condujo a hacer una campaña en 2002 de Fórmula Renault UK con Manor Motorsport. Hamilton terminó tercero en la general con tres victorias y tres poles en la temporada siguiente. Se quedó con Manor por otro año y ganó el campeonato con diez victorias y 419 puntos a las dos victorias y 377 puntos de su rival más cercano, Alex Lloyd.
Habiendo ganado el campeonato, Hamilton perdió las dos últimas carreras de la temporada para hacer su debut en el final de la temporada del Campeonato Británico de Fórmula 3. Aquí tuvo menos éxito: en la primera carrera fue forzado a salir con un pinchazo, y en la segunda se estrelló y fue trasladado al hospital después de una colisión con su compañero de equipo Tor Graves.

### Fórmula 3 Euroseries
En 2004, Hamilton corrió en la competitiva Fórmula 3 Euroseries, que comparte cartel con el DTM. Corriendo para Manor Motorsport, un equipo debutante en Europa, Lewis acabó quinto, habiendo conseguido una victoria en Norisring y 4 podios más en su año de debut.
En 2005, el británico ganó el campeonato de Fórmula 3 Euroseries corriendo para el equipo ASM. Su palmarés ese año fue increíble: 15 victorias, 10 vueltas rápidas y 13 poles. Se proclamó campeón 4 carreras antes del final del campeonato.

### GP2 Series
Debido a su éxito en Fórmula 3, se trasladó al equipo de GP2 ART Grand Prix en 2006. Al igual que su equipo hermano en F3, ART fueron los líderes del campeonato y los campeones que han tomado la corona GP2 2005 con Nico Rosberg, remplazado por Hamilton que ganó el GP2 en su primer intento, superando a Nelson Piquet, Jr. y Timo Glock. Sus actuaciones incluyeron una victoria dominante en Nürburgring, a pesar de haber cumplido una penalización por exceso de velocidad en el pit lane.
En 2006, se unió al equipo ART Grand Prix de GP2 Series reemplazando al campeón de 2005, Nico Rosberg, que pasó a pilotar para la escudería Williams de Fórmula 1. Su eficiencia en la GP2 Series fue impresionante y, debido a su gran calidad, ganó las dos carreras disputadas en el Gran Premio de Europa, siendo el segundo piloto (tras Rosberg) en hacerlo. Poco después, ganaría en Mónaco tras partir desde la pole. En Silverstone, ante su afición, Hamilton se superó y consiguió su segundo doblete, convirtiéndose así en el primer piloto en la historia de GP2 en lograrlo. Finalmente, en septiembre de 2006, se convirtió en campeón de GP2 y tras ello fue nombrado uno de los pilotos oficiales de la escudería McLaren junto con Fernando Alonso para el año 2007.

### Fórmula 1

#### McLaren-Mercedes (2007-2012)

##### 2007: debut con subcampeonato

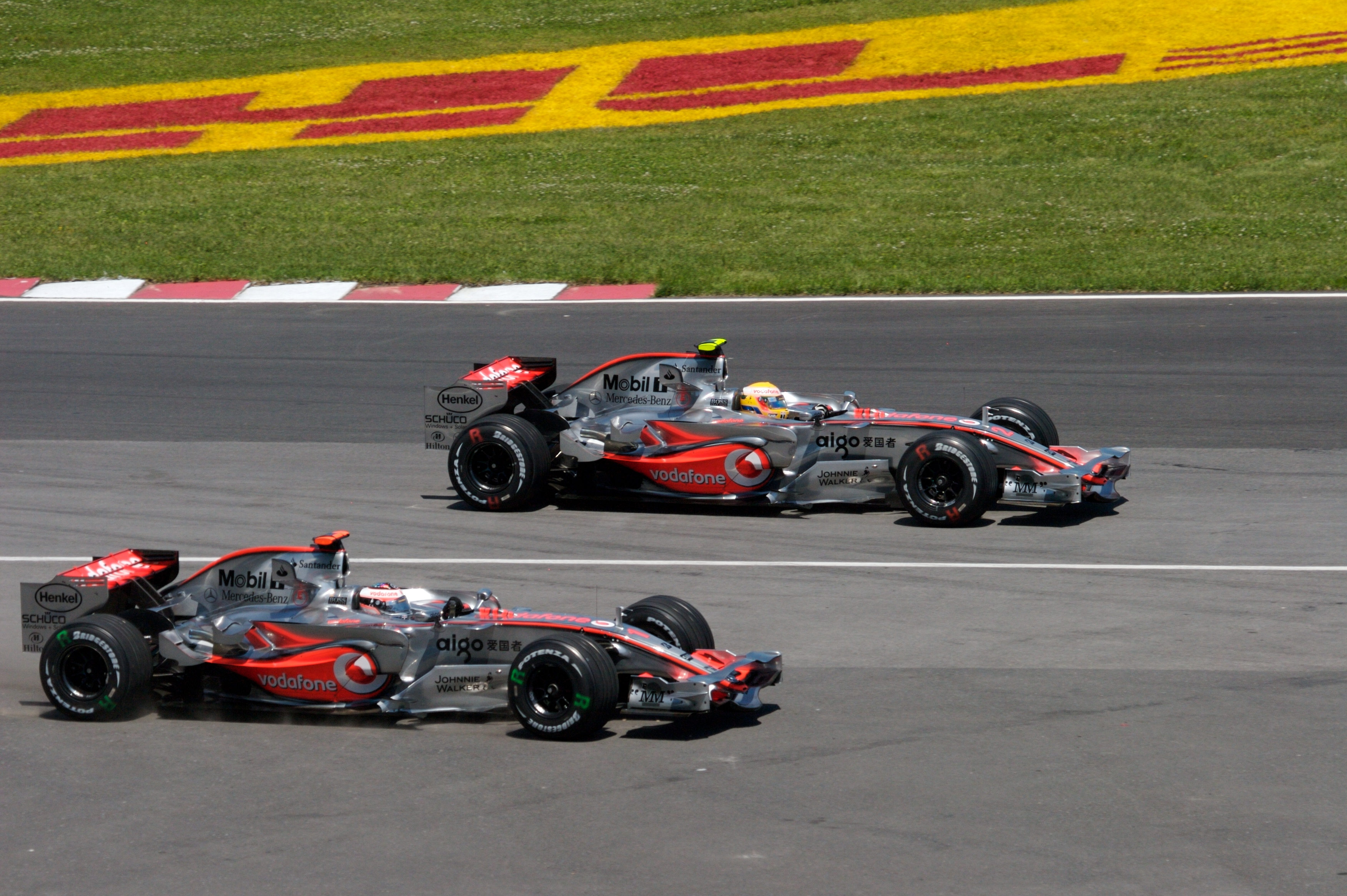
Lewis Hamilton junto con Fernando Alonso en el Gran Premio de Canadá, que fue su primera victoria en la F1.

El 24 de noviembre de 2006, salta la noticia de que Hamilton será fichado por el equipo McLaren para 2007.Acompañaría a Fernando Alonso, vigente bicampeón del mundo, y a Pedro Martínez de la Rosa, que quedaría relegado a piloto de desarrollo. En su debut en el Gran Premio de Australia, lograría un meritorio tercer puesto, por detrás de Kimi Räikkönen y Fernando Alonso, siendo el primer piloto en llegar al podio en su debut desde que Jacques Villeneuve lo hiciera en el Gran Premio de Australia de 1996. En las dos siguientes carreras finaliza segundo, siendo el primer piloto de la historia en conseguir tres podios consecutivos tras su debut. En el Gran Premio de España, en Montmeló, finaliza quedando en segunda posición y se aúpa al primer puesto del mundial. En el Gran Premio de Canadá, Hamilton logró su primera pole position, impresionando nuevamente al mundo de la F1. El 10 de junio, obtiene su primera victoria en Fórmula 1 en el Circuito Gilles Villeneuve, saliendo desde la pole. Al mismo tiempo, se coloca nuevamente como único líder del campeonato, por delante de su compañero de equipo, Fernando Alonso. En el Gran Premio de los Estados Unidos la rivalidad entre los dos pilotos de McLaren se vio acentuada, ya que Lewis Hamilton, logrando la pole, resultó ganador tras una constante lucha con Alonso. En la prueba siguiente, en Francia obtendría su octavo podio consecutivo, sin embargo, en el Gran Premio de Gran Bretaña, a pesar de partir desde la pole, finalizó tercero, tras Kimi Räikkönen y Fernando Alonso.

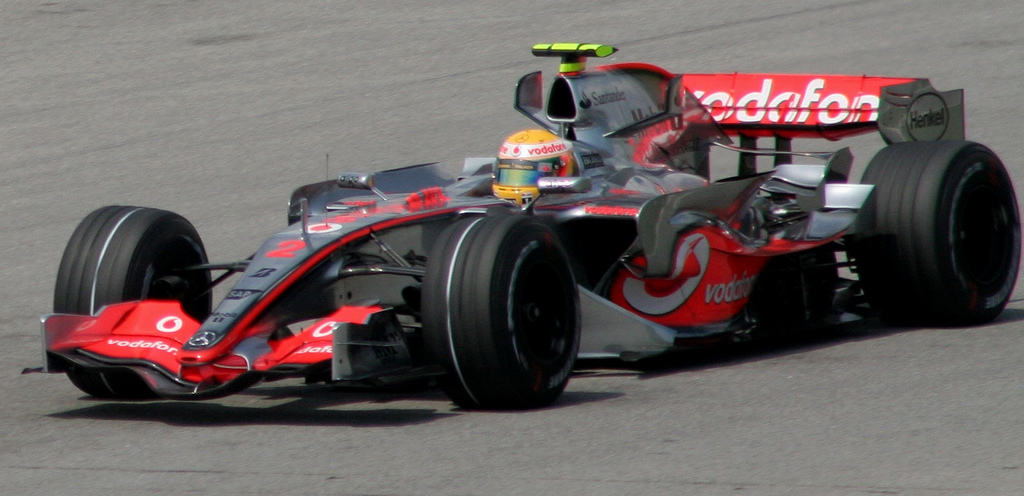
Lewis durante la disputa del Gran Premio de Malasia de 2007.

Durante la tercera sesión de clasificación del Gran Premio de Europa sufrió una violenta salida de pista al estallar el neumático delantero derecho debido a una tuerca mal ajustada. Su MP4-22 impactó a gran velocidad contra las protecciones del circuito. Sin embargo, no tuvo ninguna lesión importante, por lo que pudo correr el domingo, partiendo desde la décima posición en la parrilla de salida. Ya durante la carrera, los contratiempos continuaron: en las primeras vueltas sufrió una salida de pista debido a la intensa lluvia (al igual que varios otros vehículos); sin embargo, al mantener el motor de su coche encendido, una grúa lo devolvió de forma irregular a la pista y pudo reincorporarse a la carrera sin problemas. Pese a remontar desde la última plaza a la que había quedado relegado, solo logró ser noveno de un total de trece pilotos que terminaron el Gran Premio, por lo que se quedó sin puntuar. De esta forma, Fernando Alonso le recortó diez puntos en la clasificación general del Campeonato Mundial, situándose a tan solo dos.
En el Gran Premio de Mónaco, quinta carrera de la temporada, fue dominada de principio a fin por los McLaren de Fernando Alonso y Lewis Hamilton, quienes lograrían doblar al resto de pilotos excepto a Felipe Massa, quien acabó tercero, a más de un minuto de la cabeza de carrera. En la salida de su segundo pit stop, Lewis Hamilton pisó la línea amarilla de salida de boxes, pero no fue sancionado. La FIA inspeccionó a McLaren por presuntas órdenes de equipo para forzar así la victoria de Alonso y el segundo puesto para Hamilton. Sin embargo, no se tomó ninguna medida, ya que se aseguró que eran tácticas de equipo para asegurar un doblete, y no órdenes para evitar que Hamilton ganase la carrera en favor de Alonso.

El Gran Premio de Hungría se vería marcado por una polémica decisión de los comisarios, que le quitaron la pole a Fernando Alonso y los puntos que pudiera obtener en la prueba la escudería McLaren. En la tercera ronda de clasificación, Hamilton, que no pudo realizar una vuelta más que Alonso conforme a acuerdos internos del equipo en el Gran Premio anterior, no cedió la posición a su compañero. En el último pit stop de la Q3, a Fernando Alonso le pusieron neumáticos duros y usados, en vez de blandos y nuevos. Fernando pidió explicaciones a sus ingenieros, a lo que estos respondieron que los neumáticos no estaban preparados causando un retraso de 10 segundos en la maniobra, impidiendo a Lewis, que ya tenía la pole, llegar a tiempo para realizar una última vuelta. Sin embargo, si pudo darla Alonso y obtener la pole position. Tras visionar los videos de la maniobra y ver una extraña comunicación entre Alonso y su ingeniero para ralentizar la operación, los comisarios decidieron sancionar al español cinco posiciones en la parrilla y quitarle la pole, heredándola Lewis. 

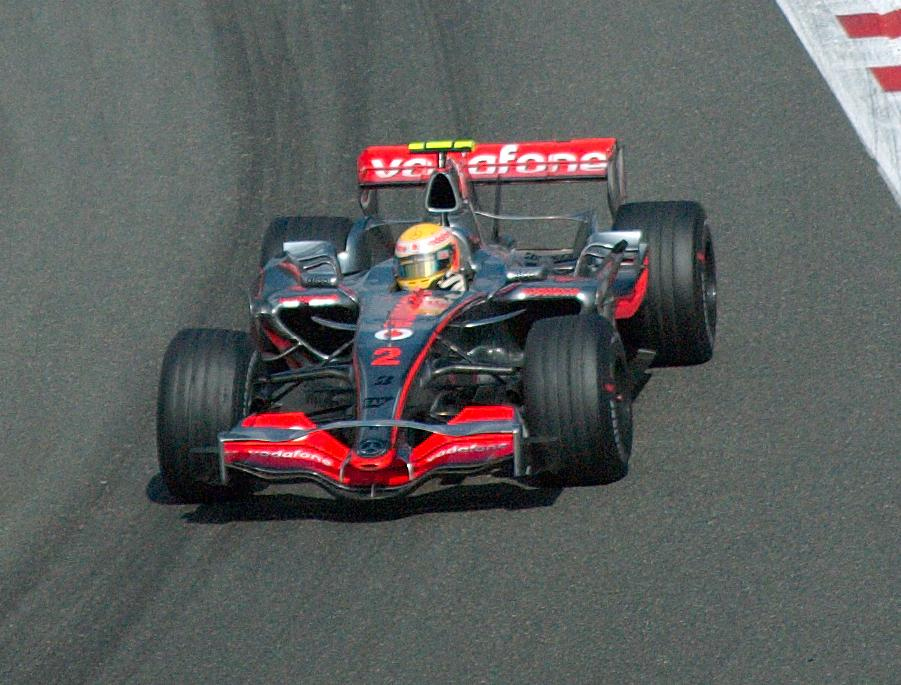
Hamilton al volante del MP4-22 en el Gran Premio de Bélgica.

Durante el Gran Premio de Turquía, Lewis Hamilton sufrió un reventón en su neumático derecho delantero mientras marchaba tercero. Tras el reventón sufrió una salida de pista, aunque consiguió retornar a ella para llegar a la calle de boxes y cambiar ruedas. Logró finalizar quinto la carrera, mientras que su compañero de equipo Fernando Alonso aprovechó esta situación y acabó tercero la carrera, recortando de esta manera 2 puntos al piloto inglés en el Campeonato Mundial.
Durante el Gran Premio de China, Hamilton se salió en la entrada a boxes y se quedó atascado en la puzolana, teniendo que abandonar la carrera cuando estaba en disposición de proclamarse campeón mundial.
En el Gran Premio de Brasil empezó la carrera en segunda posición, pero ya en las primeras curvas fue adelantado por Kimi Räikkönen y Fernando Alonso. Después de una salida de pista en la primera vuelta y de un fallo en su monoplaza, llegó a descender hasta la decimoctava posición, perdiendo así el liderato del mundial en la última carrera del campeonato en favor de Räikkönen, quien se coronaría campeón de temporada 2007.
Tras la carrera, se abrió una investigación de la FIA en los monoplazas de los equipos BMW Sauber y Williams-Toyota, por una presunta anomalía en la temperatura del carburante. La posible descalificación de los pilotos de ambos equipos habría aupado a Hamilton hasta la cuarta posición, otorgándole así el campeonato. Sin embargo, los comisarios decidieron finalmente no sancionar a las escuderías, lo que dejó a Hamilton en la séptima posición. Tras hacerse pública la decisión, la escudería McLaren-Mercedes anunció que apelaría. Sin embargo, el 16 de diciembre la FIA decidió que Räikkönen mantendría el título, al desestimarse el recurso de la escudería anglogermana.
En enero de 2008, Lewis renueva con el equipo hasta 2012.

##### 2008: el campeón más joven

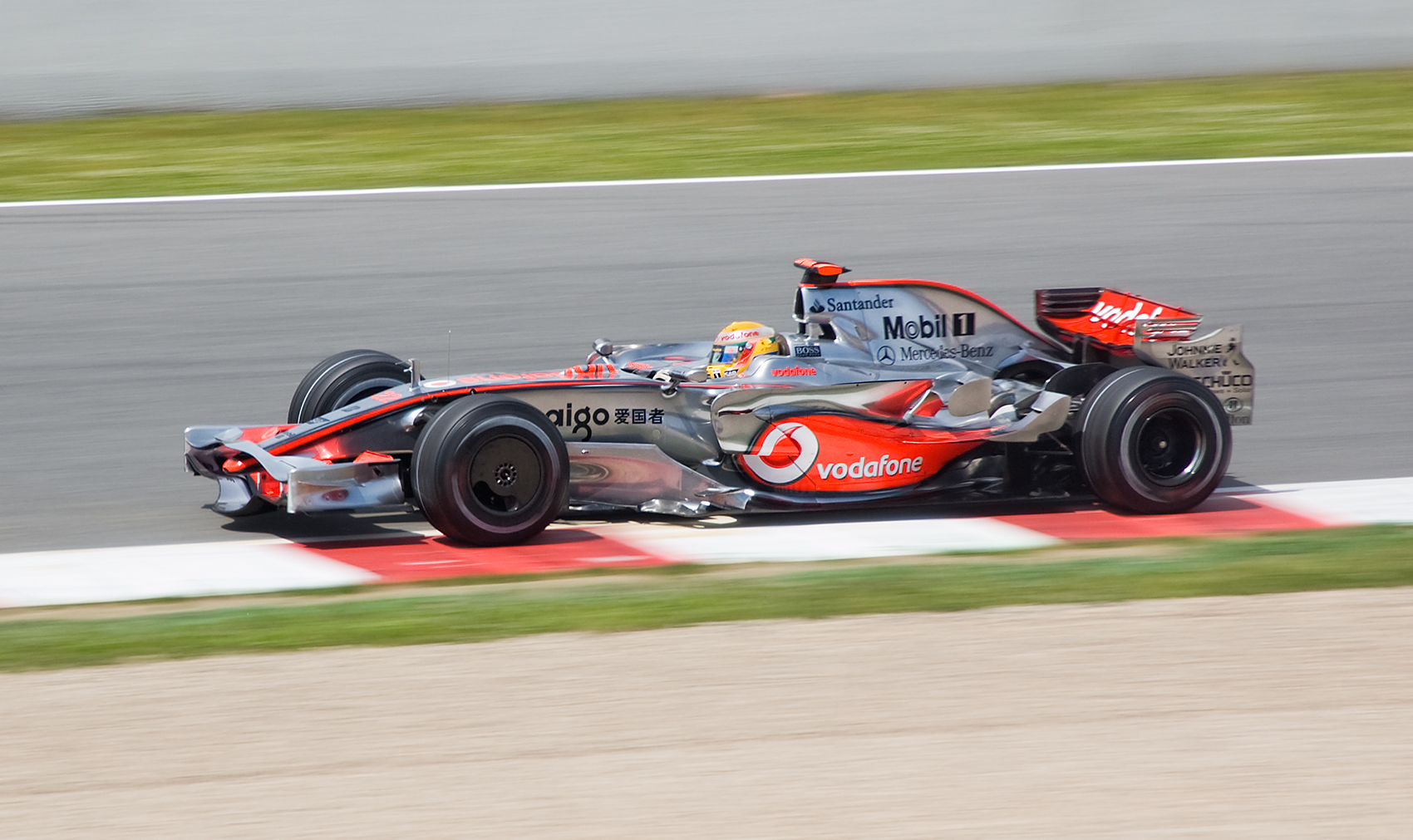
Hamilton durante el Gran Premio de España.

En su debut en la temporada 2008, Hamilton se anota la pole y el triunfo en Melbourne. Sin embargo, en las siguientes carreras, su nivel no es el esperado. En Malasia es sancionado y sufre un error en el pit stop que le relega al quinto puesto. En el GP de Baréin, tras una mala salida, choca con su excompañero Fernando Alonso, viéndose obligado a cambiar el alerón delantero de su MP4-23 y finalizando 13.º. Kimi Räikkönen le arrebató el liderato. En la siguiente prueba, el Gran Premio de España, remonta desde el quinto puesto en la salida hasta la tercera posición. En el Gran Premio de Turquía, Lewis vuelve a demostrar su calidad y acaba segundo, tras protagonizar un gran adelantamiento a Felipe Massa en carrera y disputarse la victoria. En Mónaco, Lewis sobrevive a una accidentada y caótica carrera logrando la victoria y colocándose líder del campeonato.

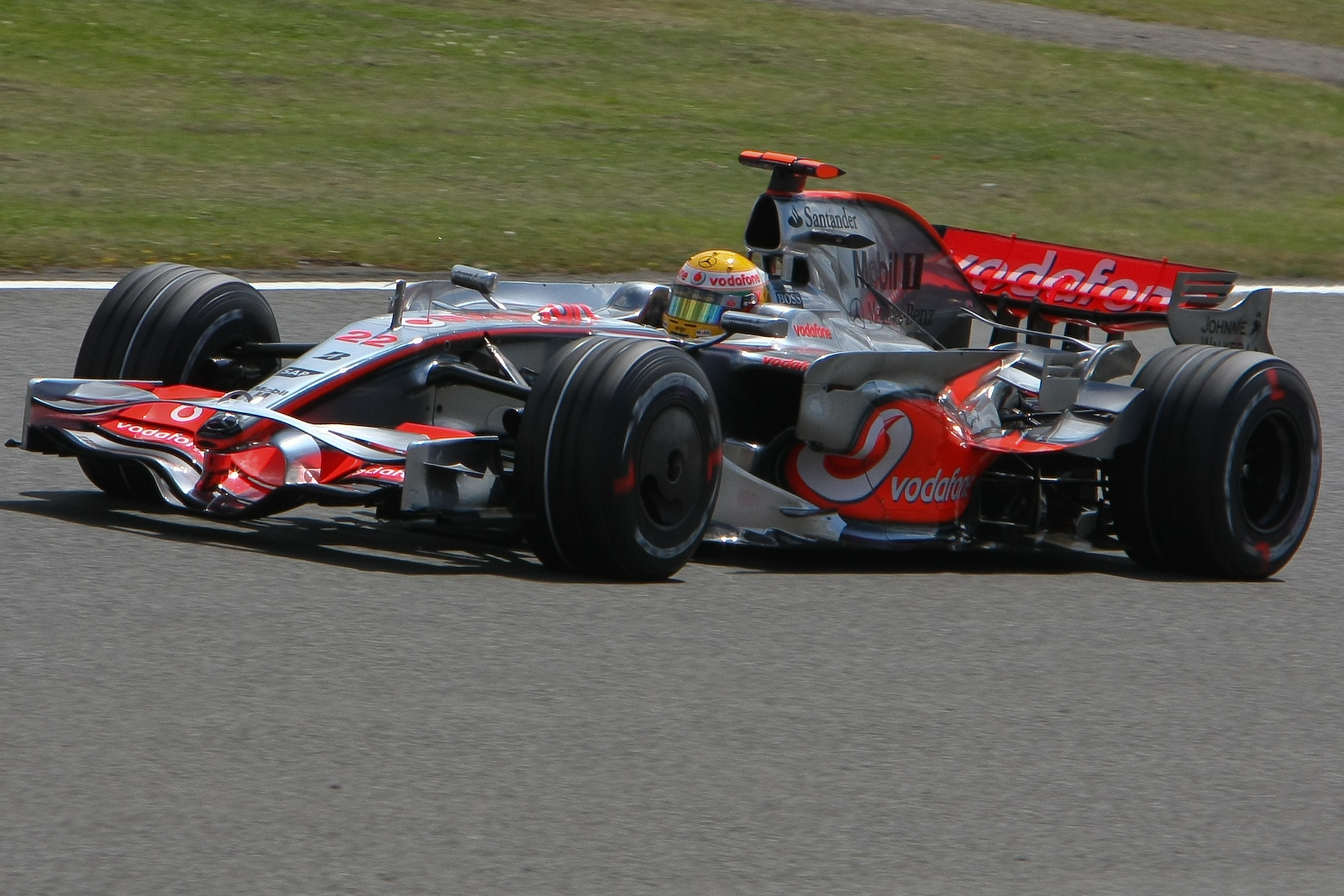
Hamilton en el Gran Premio de Gran Bretaña, que ganó.

En el Gran Premio de Canadá, Lewis colisiona con Kimi Räikkönen en la salida de boxes, teniendo que abandonar ambos. Hamilton perdió el liderato del mundial en favor de Robert Kubica y fue sancionado por el accidente provocado con la pérdida de 10 puestos en la parrilla de salida del Gran Premio de Francia, en el que acaba 10.º tras salir 13.º y ser penalizado con un «drive through». Después de estos fiascos, Hamilton gana con un amplísimo margen en Silverstone y vuelve al liderato, aunque empatado a 48 puntos con Kimi Räikkönen y Felipe Massa.

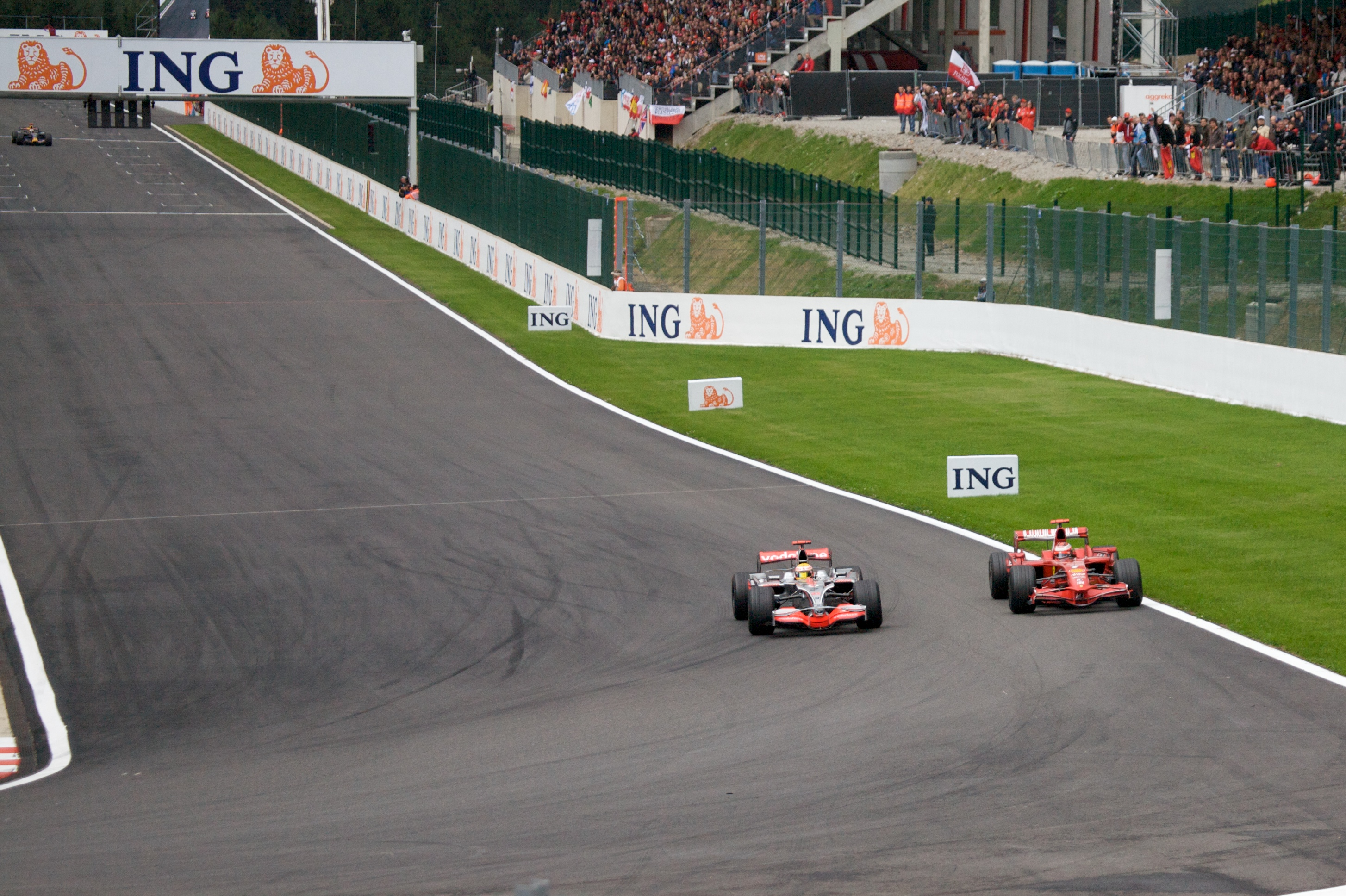
Hamilton junto con Kimi Räikkönen en el Gran Premio de Bélgica.

El 22 de julio gana desde la pole en una gran carrera, el Gran Premio de Alemania y se afianza en la punta de la tabla clasificatoria. En el Gran Premio de Hungría, Hamilton obtiene una nueva pole, pero solo puede ser quinto a causa de un reventón en el neumático. Sin embargo, en Valencia regresa al podio. En el Gran Premio de Bélgica, comete una irregularidad al adelantar a Kimi Räikkönen y es sancionado con 25 segundos, por lo que queda relegado desde la primera hasta la tercera posición. Massa pasó a ocupar el primer lugar, recortando así la diferencia en el mundial a solo dos puntos. En Italia, Massa le recorta un punto más. No obstante, en Singapur, Hamilton aumentó el margen a siete unidades tras ser tercero. En Fuji, una mala salida y un toque con Massa le deja sin puntos, perdiendo dos unidades de margen en la clasificación, pero una nueva victoria del inglés en China deja prácticamente sentenciado el campeonato.
Se proclamó definitivamente campeón en el GP de Brasil, al terminar 5.º en una intensa carrera en la que su máximo rival, Felipe Massa, logró la victoria. En la última vuelta iba sexto, cediendo así el mundial en favor de Felipe Massa; pero en la penúltima curva adelantó a Timo Glock, quien seguía con neumáticos de seco y no pudo bloquear a Lewis, cuando la pista estaba mojada dado que empezó a llover por segunda vez. Según muchos aficionados y expertos en F1, este es el mejor final que han visto en la competición porque el mundial se decidió en poco más de 15 segundos y en una última vuelta emocionante.

##### 2009: año difícil con remontada final

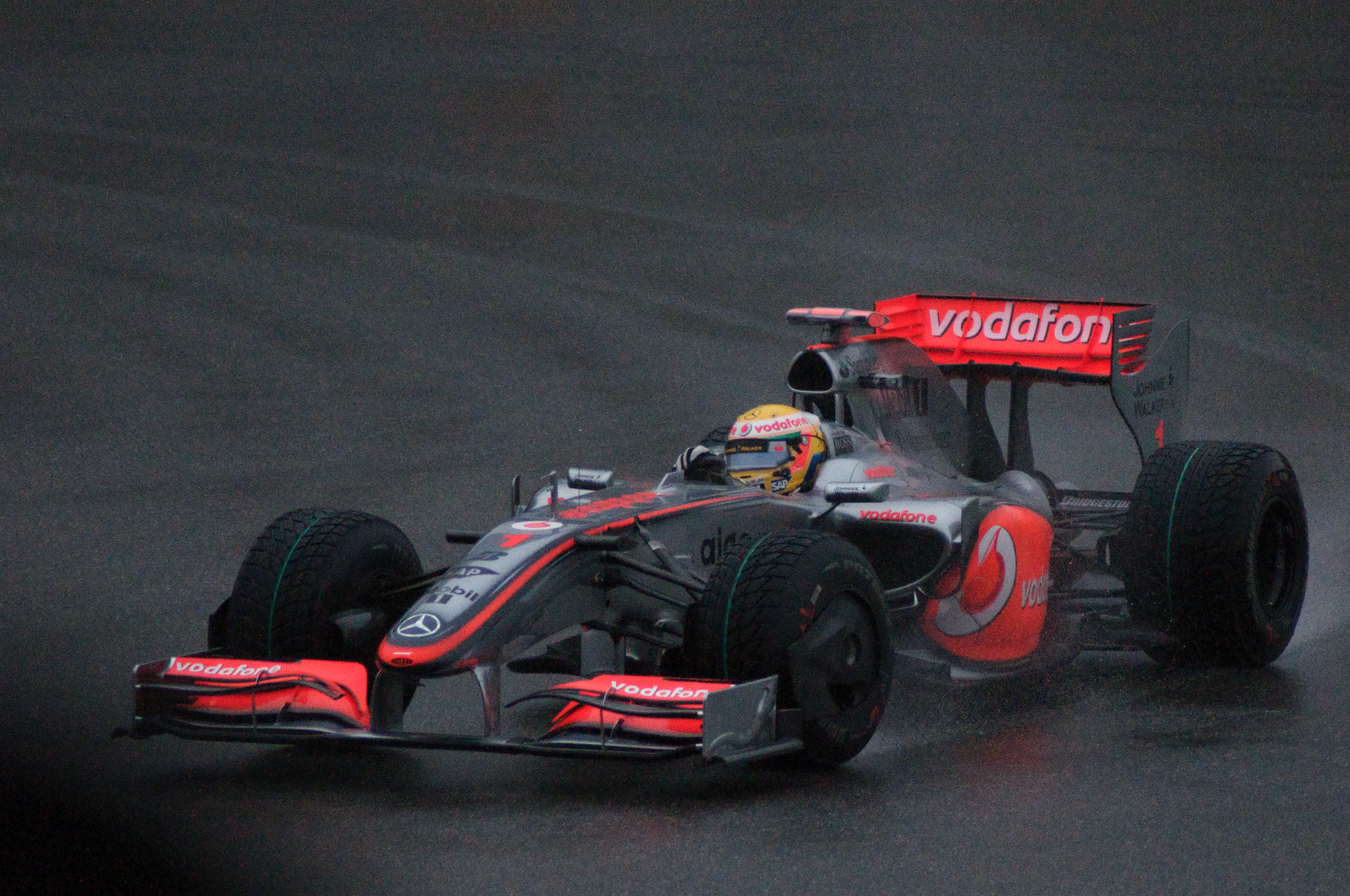
Lewis durante el Gran Premio de China de 2009, que culminó sexto.

Hamilton quería revalidar su título este año, pero al igual que el subcampeón de la temporada anterior, Felipe Massa, realiza uno de los peores arranques, al ser descalificado en Melbourne por mentir a los comisarios. En una caótica carrera en Malasia, bajo la lluvia, el inglés consigue su primer punto. En China, acaba sexto; y en Baréin, cuarto. No obstante, desde Cataluña hasta Nürburgring, Hamilton terminó fuera de los puntos con un coche que no era competitivo, principalmente debido a una ambigua reglamentación emitida por la FIA para el diseño y construcción de los coches de este año, que penalizó a varios equipos acostumbrados al protagonismo, como McLaren, y que más adelante traería apelaciones sobre un polémico doble difusor de aire que se instaló en los monoplazas del equipo Brawn GP. Eso produjo quejas ante la FIA, para que fueran retirados esos difusores por considerarlos ilegales (el difusor es una pieza de la aerodinámica del bólido que va en la parte inferior trasera de los monoplazas y que tiene como objetivo acelerar el flujo de aire que discurre por debajo del coche, incrementándose con ello la adherencia, se estima que se consigue una ventaja aerodinámica de cinco décimas de segundo por vuelta. El difusor se sitúa como una rampa en la parte trasera del suelo del coche). Según el reglamento de la FIA, el difusor debe tener una longitud de 35 centímetros y estar a una altura de 17,5 del suelo. Brawn, Toyota y Williams interpretaron el reglamento de forma diferente y se aprovecharon de una zona gris. Así, construyeron una segunda plancha, más corta, sobre el difusor. Los comisarios de carrera autorizaron el doble difusor tanto en Australia como en Malasia. "Es una solución más inteligente, pero todos la podrían haber tenido", se defendió Ross Brawn, dueño del equipo que lleva su nombre.

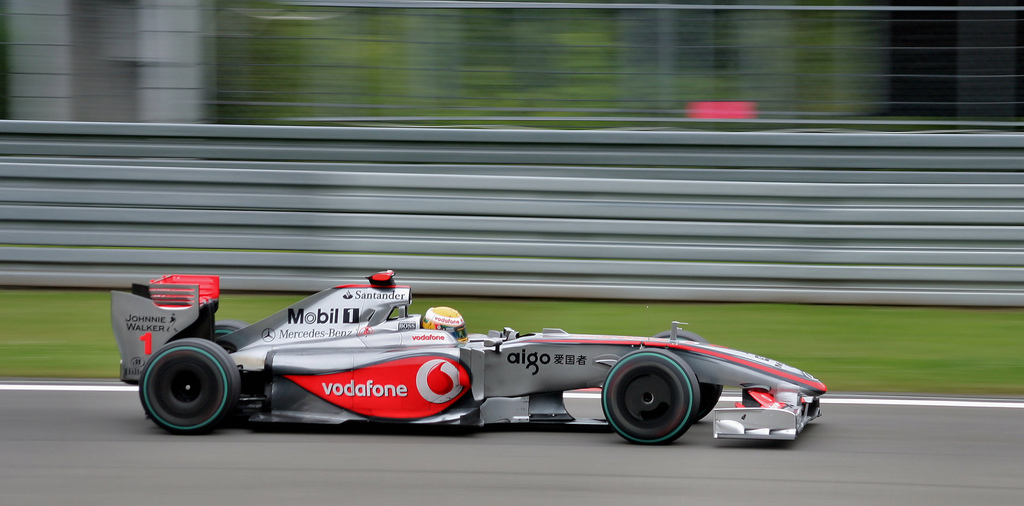
Hamilton en el Gran Premio de Alemania.

En Hungaroring, llegó su primer triunfo de la temporada después de un cambio radical en las prestaciones del monoplaza. En Valencia, un error en el pit lane le llevó a perder el triunfo (acabó segundo). En Spa, Hamilton sufre su primer abandono, al colisionar con Jaime Alguersuari, Jenson Button y Romain Grosjean. El 12 de septiembre, en el Autódromo de Monza, consigue la pole nº200 de un piloto británico, pero en carrera, en la última vuelta, pierde el control del monoplaza en la curva de Lesmo y abandona tras colisionar contra las protecciones. Sin embargo, en Singapur realiza una brillante carrera y logra su segunda victoria del año. En Suzuka, Hamilton se clasifica tercero, en la carrera adelanta a Jarno Trulli y se ubica segundo, pero en el segundo repostaje de Trulli, el italiano sale por delante de Hamilton, haciendo que el británico termine la carrera en el puesto que salió (tercero). En Interlagos, Lewis clasifica 17.º en una lluviosa clasificación, pero en carrera realiza una gran remontada y finaliza tercero. En Abu Dabi, consigue su cuarto pole de la temporada, pero en carrera, un fallo en los frenos le hacen abandonar, cerrando su peor temporada, en la cual no pudo defender su título.

##### 2010: candidato al título pero sin premio

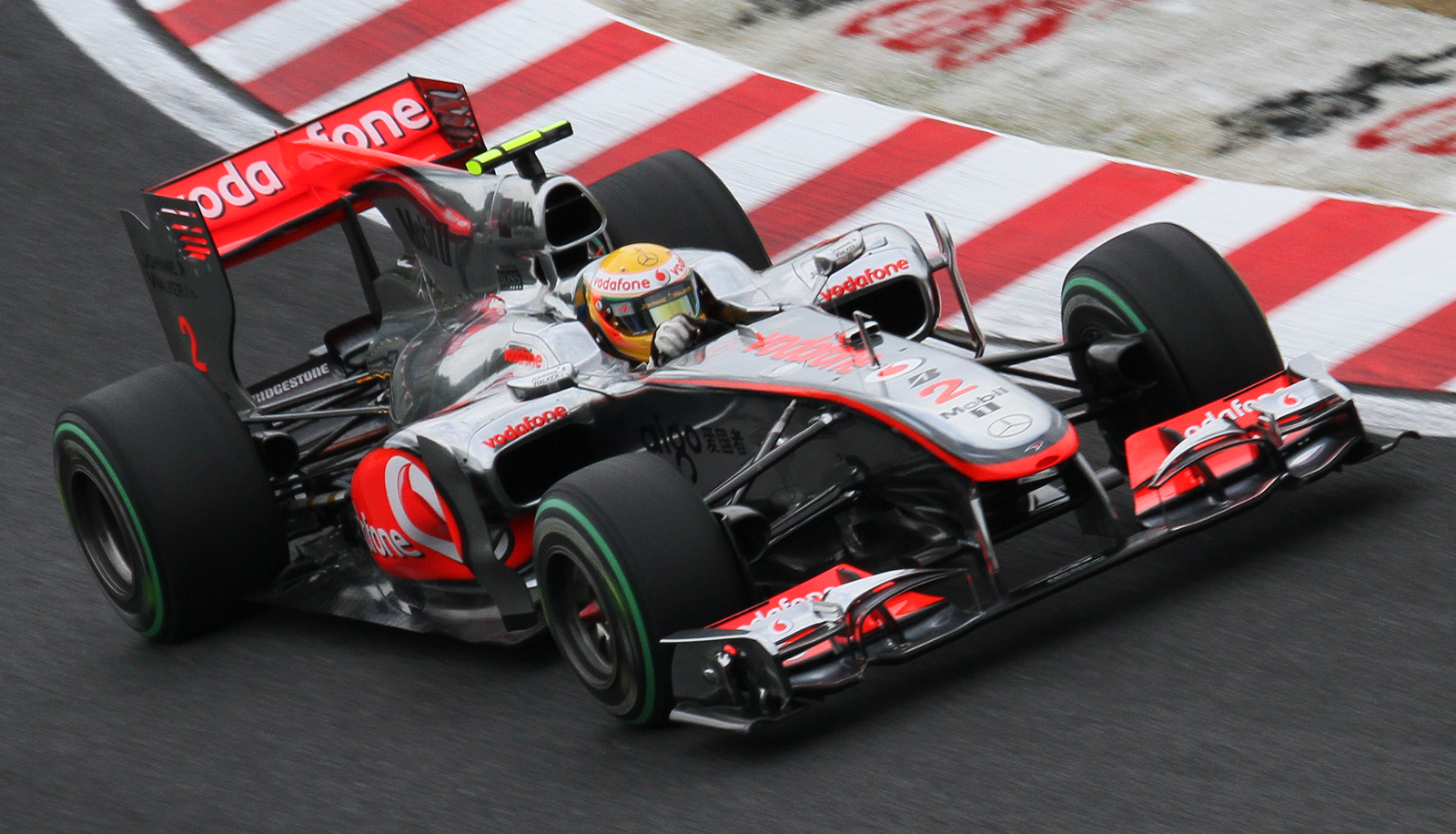
Lewis conduciendo su McLaren MP4-25 el GP de Japón.

Hamilton esperaba que en 2010 pudiera volver a tener un monoplaza que le permitiera ganar carreras. En Sahkir no lo hace nada mal y se clasifica 4°, en carrera mantuvo la 4° posición hasta que en las vueltas finales con el problema en la bujía de Sebastian Vettel pudo pasarlo y terminar 3.º En Melbourne, Hamilton no pudo pasar a la Q3 y clasificó 11.º En carrera, remontó cuatro posiciones; pero a falta de 2 vueltas, rodando 5° y ya a punto de quitarle el 4° puesto a Fernando Alonso, Mark Webber chocó con Hamilton, pero este pudo seguir y acabó 6.º
En Malasia, Hamilton salió en las últimas posiciones debido a la lluvia y acabó también sexto, y en China volvió al podio tras acabar segundo. Tras un mal debut en Europa, abandonando en Montmeló en la vuelta final cuando iba segundo; y en Mónaco, donde solo pudo ser quinto, Hamilton se impuso en las carreras de Turquía y Canadá, lo que le llevaría al liderato del mundial. Luego vinieron dos podios consecutivos que le permitieron seguir al frente del campeonato, hasta que una avería en Hungría le hace caer al segundo puesto, apretando la clasificación. Una victoria en Spa le sirvió para recuperarse, pero pronto otros dos abandonos seguidos le complicaron bastante las cosas. En el GP de Japón un problema con la tercera marcha le hace acabar la carrera 5.º En Corea acaba 2° y se reenganchó a la pelea, pero en Brasil acaba en un 4° puesto que le dejó prácticamente sin opciones de ganar el título. En el GP de Abu Dabi, viendo que ya era imposible pelear por el mundial, acaba 2°, cerrando el año en un cuarto puesto final. Sebastian Vettel le terminaría quitando el récord del campeón más joven al haber ganado la carrera y el mundial con 256 puntos.

##### 2011: año de los incidentes con Massa
En 2011, Hamilton empezó la temporada en buena forma: logró una victoria y un segundo puesto en las tres primeras carreras. Pero a medida que empezaba la temporada, los resultados de Lewis fueron tornándose irregulares, hasta el punto que por primera vez desde que está en F1 fue superado por su compañero de equipo. Logró una pole y tres victorias en total. Además, este año será recordado por sus rencillas en la pista con Felipe Massa (tuvieron toques o incidentes hasta en seis ocasiones) y por la ruptura sentimental con su pareja, circunstancias que afectaron a sus prestaciones. Terminó quinto en el campeonato, muy lejos del campeón Sebastian Vettel.

##### 2012: último año en McLaren
Hamilton comienza 2012 con dos poles y tres podios consecutivos. Luego llegan tres carreras en las que termina octavo en dos ocasiones y en quinta la restante. Finalmente, Lewis logra su primera victoria del año en Canadá, uno de sus circuitos talismanes. Sin embargo, la mala fortuna volvería a perjudicarle, con dos abandonos (un accidente en la penúltima vuelta de Valencia y un pinchazo y una avería en Hockenheim) y un pobre octavo puesto en Silverstone. Hamilton vencería nuevamente en Hungría, por tercera vez en F1; fue arrollado en la salida de Spa y consiguió la tercera victoria del año en Monza. Pero en la gira asiática se terminarían sus opciones al título, con dos nuevos fallos mecánicos en Singapur y Abu Dabi mientras lideraba esas carreras y el resurgir de Red Bull.
El 28 de septiembre de 2012, se anuncia que Hamilton correrá con Mercedes las tres próximas temporadas, ocupando el sitio de Michael Schumacher, que se retira definitivamente de la máxima competición. Hamilton pudo despedirse de McLaren con un triunfo en la penúltima prueba en Estados Unidos, antes de abandonar en la última carrera en Brasil por daños en la suspensión.

#### Mercedes (2013-2024)

##### 2013: debut con las flechas plateadas

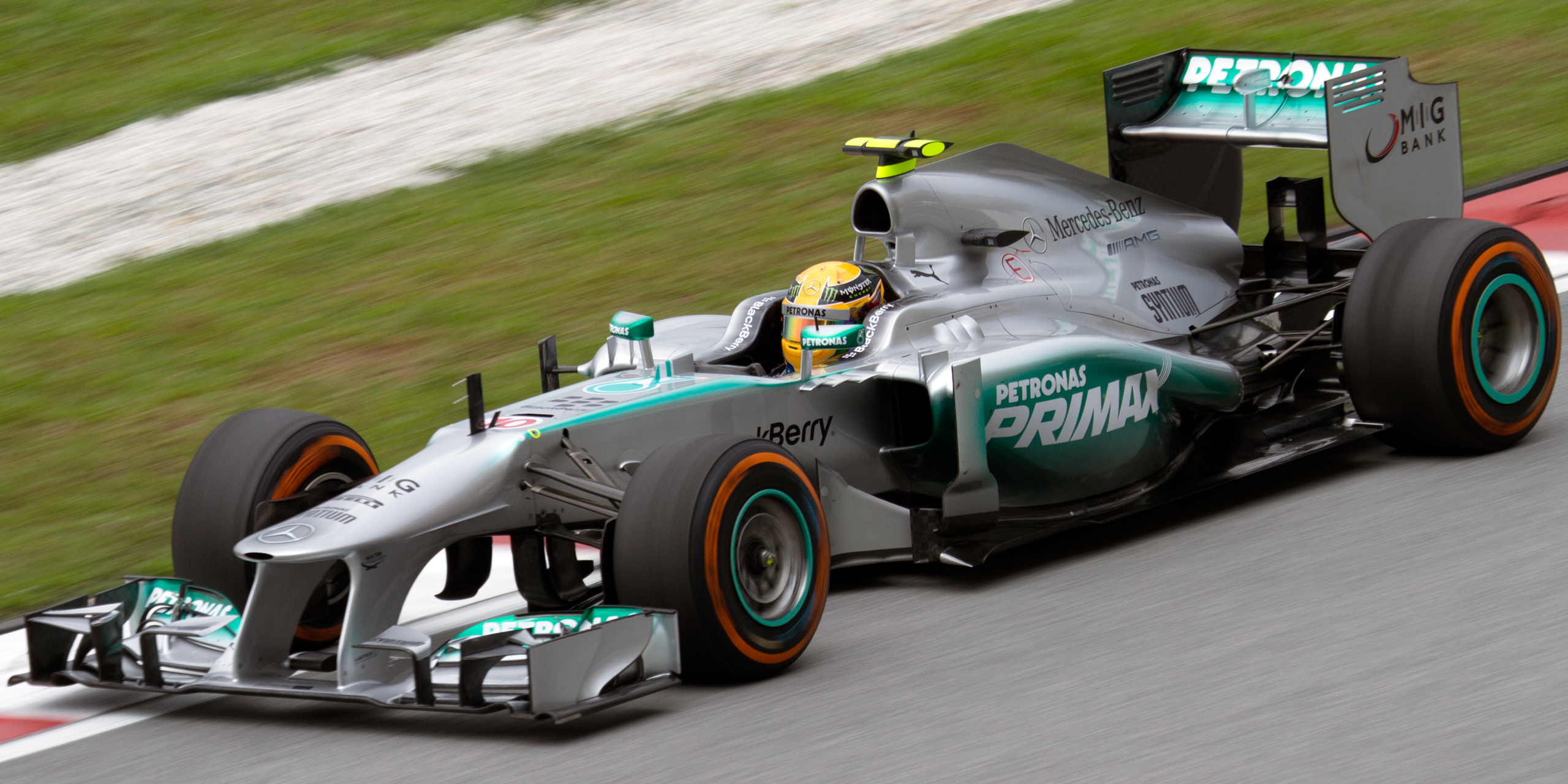
Hamilton conduciendo el Mercedes AMG F1 W04.

Lewis Hamilton comienza 2013 en la escudería Mercedes AMG F1 Team. El piloto inglés asumía que no iba a ser fácil luchar por el campeonato con la escudería alemana después de sus flojos resultados en los últimos años y esperaba mejorar poco a poco.
En su debut con el nuevo equipo en el GP de Australia, Hamilton se clasifica en 3.er puesto y termina la carrera 5.º. En Malasia, acaba en 3.ª posición y así obtiene el primer podio con las "flechas de plata", resultado que repetiría en China saliendo desde la pole. Luego consigue clasificarse cuarto en Baréin, aunque se ve penalizado por romper su caja de cambios y se obliga a salir desde la novena plaza, pero en la carrera logra concluir quinto. En Silverstone consiguió una nueva pole, pero un pinchazo le hizo perder muchas posiciones, aunque luego remontó y acabó cuarto. Finalmente, obtiene su primer triunfo con Mercedes en Hungría después de dominar toda la carrera. En su siguiente carrera en Bélgica logró otro gran resultado al acabar en la 3.ª posición. Su final de temporada fue discreto, finalizando 9.º en Italia y en la 5.ª posición tanto en Singapur como en Corea. En la siguiente carrera, en Japón, consumió su primer abandono de la temporada y el primero con Mercedes tras retirarse en la vuelta 9, debido a los daños que sufrió después de un pinchazo en la primera curva. Luego acabó sexto en India y 7° en la noche de Abu Dabi. Rozó de nuevo el podio en la penúltima prueba en Estados Unidos tras acabar en la 4.ª posición final. En la última prueba del campeonato celebrada en Brasil solo pudo acabar en una decepcionante 9.ª plaza. Logró 189 puntos en total, acabando el Mundial en la 4.ª plaza con tan solo una victoria y cinco podios, todas ellos durante las once primeras pruebas.

##### 2014: primer título con Mercedes

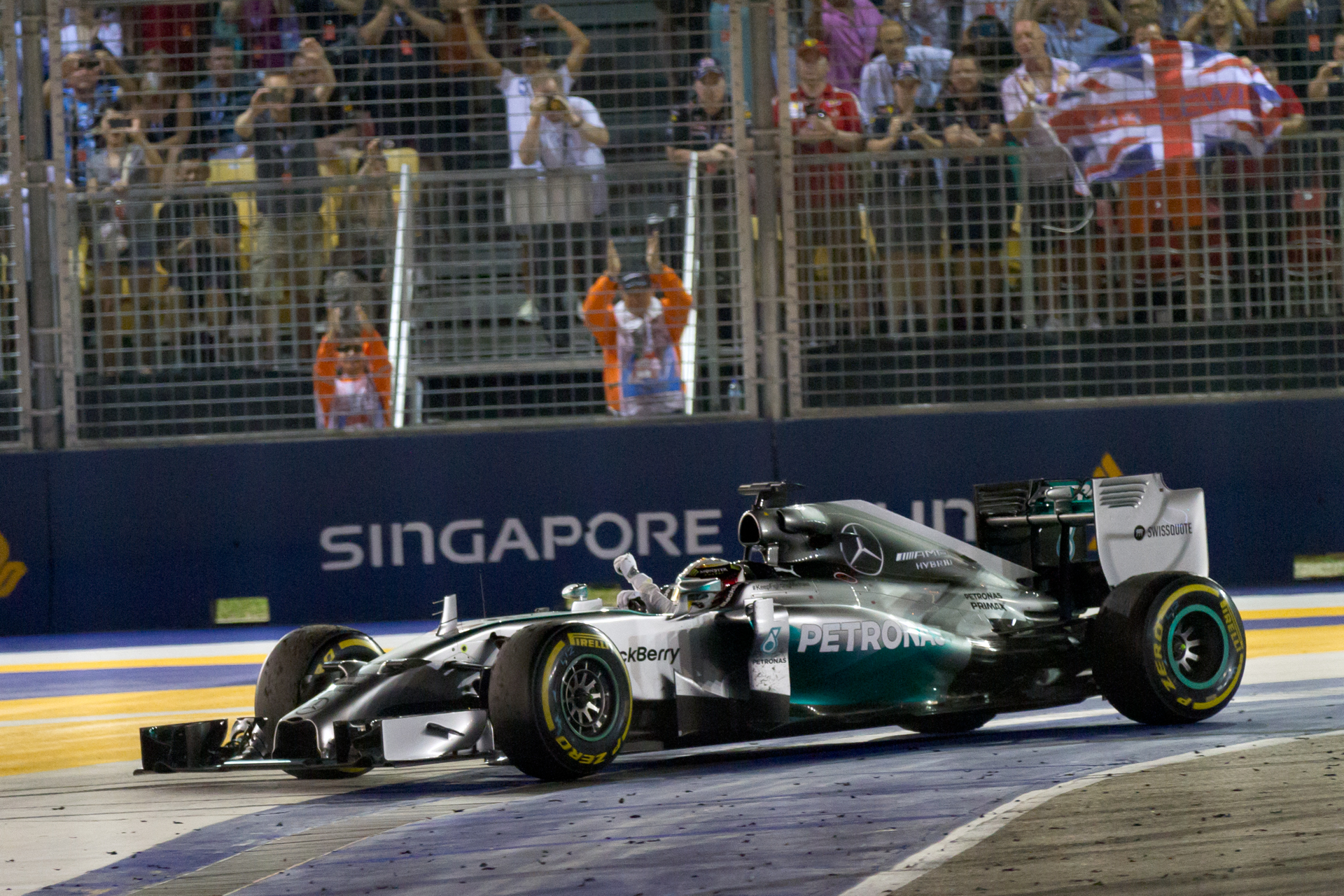
Lewis Hamilton celebrando su victoria en el Gran Premio de Singapur.

En 2014, Hamilton comienza obteniendo la pole en Australia, pero tuvo que abandonar en carrera en la segunda vuelta por un problema de motor y ganó su compañero Nico Rosberg. Ganó de manera seguida las cuatro fechas siguientes (Malasia, Baréin, China, España) donde obtuvo la pole en todas a excepción de Baréin haciéndose líder del mundial con 3 puntos de ventaja sobre Rosberg.
En la clasificación de Mónaco su compañero tuvo un error y se despistó. Los comisarios colocaron bandera amarilla en todo el circuito, lo que le impidió a Hamilton mejorar el tiempo, por lo que partió segundo y finalizó en igual posición. De esta forma el liderazgo del mundial volvió al alemán. En Canadá se clasificó segundo. Durante la carrera ambos Mercedes perdieron simultáneamente potencia en sus motores. Lewis abandona por problemas de frenos a mitad del Gran Premio; su compañero termina segundo a pesar de los problemas y gana Daniel Ricciardo.
En Austria Lewis clasificó noveno por un error en clasificación. En la primera vuelta del Gran Premio se colocó en cuarta posición. Terminó segundo detrás de su compañero. La ventaja llegó a 29 puntos a favor del alemán. En Silverstone se clasificó sexto por otro error propio; en carrera Rosberg abandonó por problemas en la caja de cambios y ganó Lewis, reduciendo la ventaja de 29 a 4 puntos aun a favor del alemán.
En Alemania quedó 16.º en la clasificación debido a un problema en los frenos, pero por cambiar la caja de cambios salió en el lugar 20. Finalizó tercero y ganó Rosberg en una polémica carrera cuando el Sauber de Adrián Sutil se quedó parado en plena recta principal y nunca salió el coche de seguridad. En Hungría se clasificó último sin completar ni una vuelta en la sesión de clasificación porque su motor se incendió en los primeros minutos. Salió desde el pit lane junto a Kevin Magnussen, terminó tercero por delante de Rosberg, quien partió desde la pole. Hubo polémica luego de una orden de equipo pidiéndole a Lewis que dejase pasar a Rosberg por estrategia ya que Rosberg aún tenía una parada por delante, orden a la que Hamilton hizo caso omiso.
En Bélgica se clasifica segundo. En la vuelta 2 de carrera el alerón delantero de Rosberg tocó la rueda trasera, causándole un pinchazo. Lewis hace una vuelta entera con el neumático pinchado, rompiendo el diferencial del coche. Hamilton se retiraría indignado a 4 vueltas del final cuando no podía sobrepasar autos lentos como Caterham debido a sus daños en el chasis. Ricciardo ganó la carrera y Rosberg terminó segundo. La ventaja quedó en 29 puntos a favor del alemán. Desde Italia hasta EE. UU. lograría 5 victorias consecutivas (en la segunda de estas, Singapur, Rosberg abandonó por problemas en la electrónica) dejando a Lewis líder con 24 puntos de ventaja.
En Sao Paulo clasificó segundo y terminó en la misma posición detrás de Rosberg, terminando su racha de victorias consecutivas. En la gran final en Abu Dabi, donde se otorga doble puntuación a las posiciones puntuables (1.º- 10.º) clasificó segundo tras varios errores en clasificación. Lewis cruzó la curva 1 primero; a mitad de carrera su compañero Rosberg (segundo en ese momento y a quien le llevaba 17 puntos de ventaja en el campeonato) necesitaba ganar y que Lewis terminara dos posiciones por debajo de la que tenía. Rosberg comenzó a tener problemas en el sistema de recuperación de energía cinética (ERS), que le causó una pérdida de potencia de unos 80 a 40 CV, por lo que se fue retrasando en la parrilla y terminó en la posición 14, mientras Hamilton era amenazado por Massa y su estrategia estuvo a punto de perder el primer lugar, pero no el campeonato ya que le llevaba una vuelta de ventaja a Nico. Hamilton terminó y se consagró campeón del mundo con Mercedes. En diciembre de 2014 la BBC lo nombró "deportista del año".

##### 2015: tricampeón

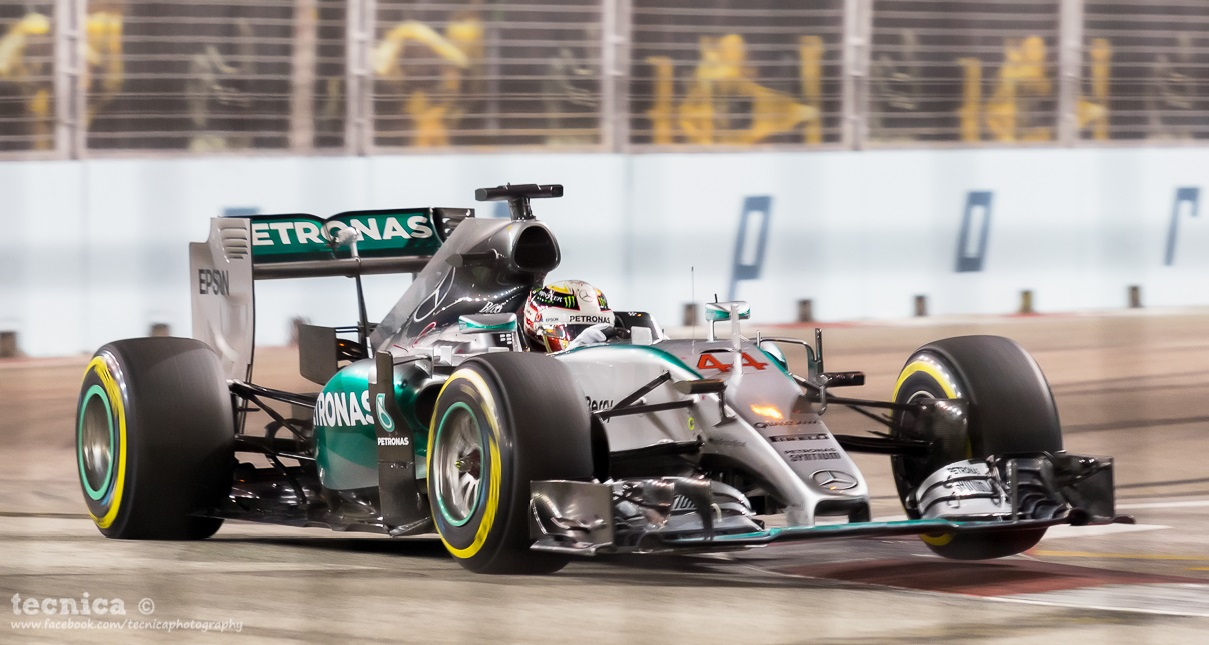
Hamilton en el Gran Premio de Singapur de 2015.

Lewis comenzó la defensa de su corona de la mejor forma posible, ganando con claridad tras salir desde la pole en Australia. En el siguiente Gran Premio de Malasia fue segundo, ya que un auto de seguridad hizo que los Mercedes se metieran en boxes. Vettel continuó, se ahorró una parada y ganó la carrera. Pero Hamilton se recupera en China y Baréin, donde gana de forma clara. Pero en Barcelona Y Mónaco comete algunos errores tanto el como su equipo, y esto hace que acabe en segunda y tercera posición respectivamente. Pero en Canadá vuelve a llevarse la victoria. En el Gran Premio de Austria, Rosberg le arrebata la primera posición tras un error de Hamilton en la salida. Pero en Silverstone, Hamilton vuelve a la primera posición después de que los Williams de Massa y Bottas hiciesen una mejor salida y tras una carrera marcada por la combinación de lluvia y asfalto seco. En Hungría, Hamilton tuvo muchos problemas. Para empezar en la salida le adelantaron los dos Ferrari y Rosberg. En la chicane intenta adelantar a Rosberg, pero este le cierra y hace que Hamilton caiga hasta la décima posición. Consigue remontar a 15 giros del final al tercer puesto, pero un toque y una sanción lo mandan fuera de la zona de puntos. Al final acabó quinto, su peor resultado del año, pero Rosberg también tuvo problemas y acabó octavo, llegando la diferencia a 23 puntos a favor de Hamilton. En Spa y Monza consigue ganar con autoridad y llega a los 55 puntos de margen debido al abandono de Rosberg en Italia. Pero en Singapur los Mercedes no aciertan con la configuración del coche y pierden el primer lugar de la parrilla. La última vez fue en el Gran Premio de Austria 2014, cuando los Williams de Massa y Bottas consiguieron la primera fila de la parrilla. Después en carrera Hamilton abandonó por problemas hidráulicos, pero la diferencia aún era de 43 puntos. Después en Suzuka ganó la carrera saliendo desde la segunda posición y en Rusia también ganó saliendo segundo debido a que Rosberg tuvo problemas con la potencia de su coche en la vuelta 9 y tuvo que abandonar. Con 75 puntos de ventaja a 4 carreras del final, el mundial se queda prácticamente decidido. El 24 de octubre en Austin, Hamilton logró la pole, y aunque en la carrera tuvo algunos problemas, gracias a un error de Rosberg, Hamilton llegó primero y se coronó tricampeón de Fórmula 1 con Mercedes. Con el título bajo el brazo, Hamilton queda segundo en los grandes premios de México, Brasil y Abu Dhabi, ganándolos todos ellos Nico Rosberg. Hamilton ya tenía el título, pero no dejó de luchar por esos triunfos en ningún momento.

##### 2016: por detrás de Rosberg

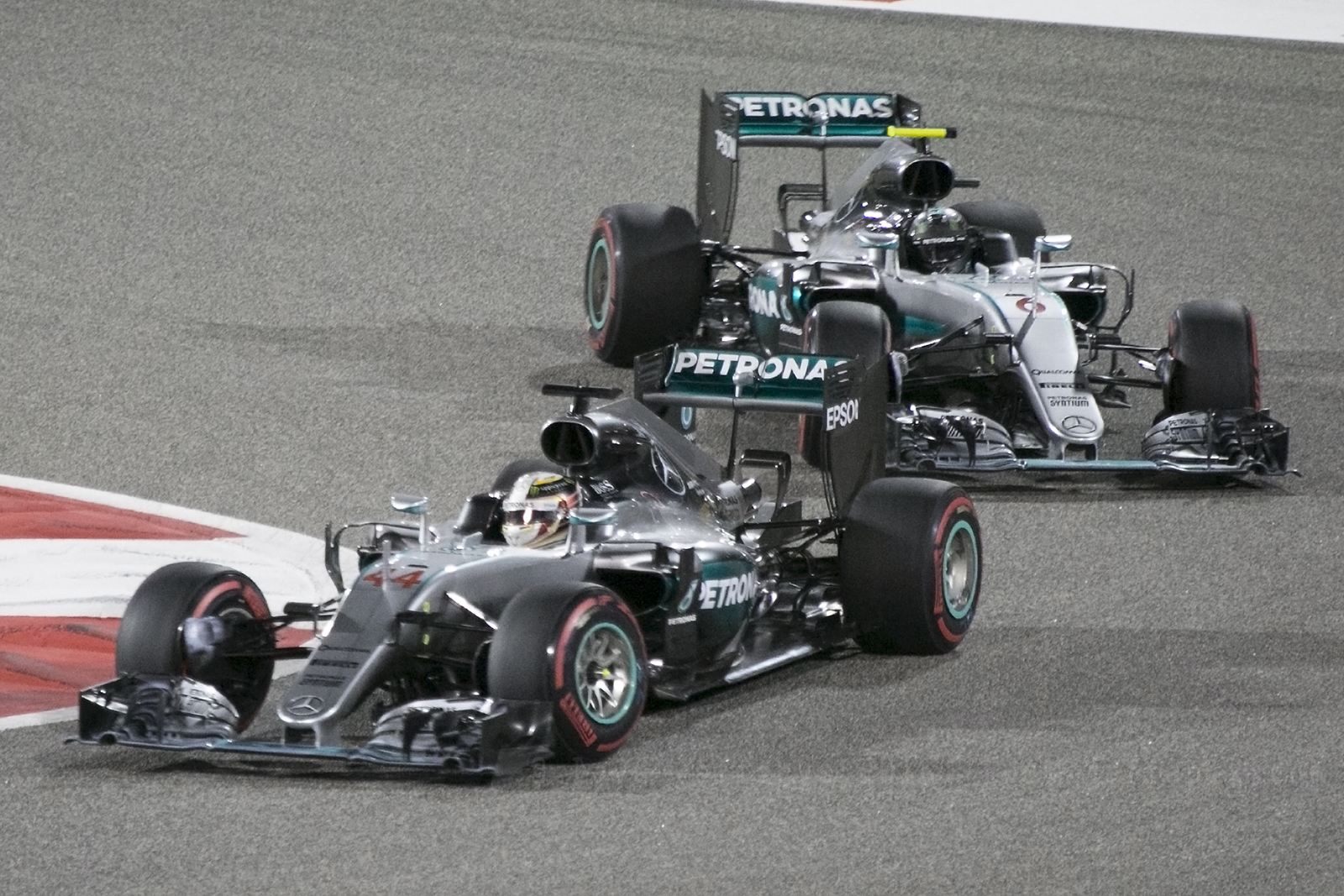
Hamilton delante de Nico Rosberg en el Gran Premio de Baréin de 2016.

Esta temporada arrancó de nuevo en el Gran Premio de Australia. Hamilton salió desde la pole, pero una mala salida hizo que acabase la carrera segundo, por detrás de Nico Rosberg. En la segunda carrera, Hamilton es embestido en la salida y tuvo que remontar. Finalmente acabó tercero. En el GP de China acaba séptimo luego de salir último y en Rusia acaba segundo tras otro problema en la clasificación. La diferencia llegó a 43 puntos a favor de Rosberg. En España, Hamilton sale de nuevo desde la pole, donde parecía que había recuperado su espíritu competitivo. Pero en la salida, Rosberg lo adelanta y en la curva tres lo cierra muy violentamente, Hamilton trompea y se lleva por delante a Rosberg. En la siguiente carrera en Mónaco, Hamilton hace un carrerón en mojado y gana la carrera, hecho que repetirá en la próxima carrera en Canadá. Pero en el GP de Europa, Hamilton no está muy fino y acaba quinto, luego de salir décimo, pero se recupera con una seguidilla de 4 triunfos en Austria, donde chocan con Rosberg en las últimas vueltas, en Silverstone, en Hungría y en Alemania. Después del parón veraniego, Hamilton acaba tercero en Spa y segundo en Monza, quedándose Rosberg a solo dos puntos de este. En Singapur y Suzuka, Hamilton llega tercero en ambas carreras y la diferencia llega a 18 puntos a favor de Rosberg. En Malasia lideraba la carrera hasta que en la vuelta 47 su motor explotó y abandonó. Rosberg llegó tercero y la ventaja con Hamilton llegó a 33 puntos. A 4 carreras del final, Hamilton ganó estas carreras en Austin, México, Brasil y Abu Dabi, pero quedó subcampeón a 5 puntos de su compañero. Hamilton tuvo muchos errores en las salidas, lo que unido al fallo del motor en Sepang y a que Nico hizo una temporada casi sin errores, no pudiera refrendar su título conseguido en los dos años anteriores.

##### 2017: tetracampeón
Esta temporada empezaría consiguiendo un segundo puesto en el GP de Australia, por detrás del que será su rival al título, Sebastian Vettel, en el GP de China lograría su primera victoria de la temporada, en el GP de Baréin volvió a hacer un segundo puesto y en Rusia, no logró pasar de la 4.ª plaza, mientras que su compañero de equipo Valtteri Bottas, lograría alzarse con la primera victoria de su carrera deportiva en la Fórmula 1. En España, volvió a alzarse con una nueva victoria, recortando puntos a su máximo a Vettel. En el GP de Mónaco, las cosas se complicaron tras una mala clasificación y en carrera no pudo escalar más de la 7.ª plaza, mientras que Vettel se alzó con la victoria. En Canadá, logró una cómoda victoria y logró recortar un importante trecho al líder del campeonato, Sebastian Vettel, quien no pudo pasar de la 4.ª plaza a causa de su toque con Max Verstappen en la salida.

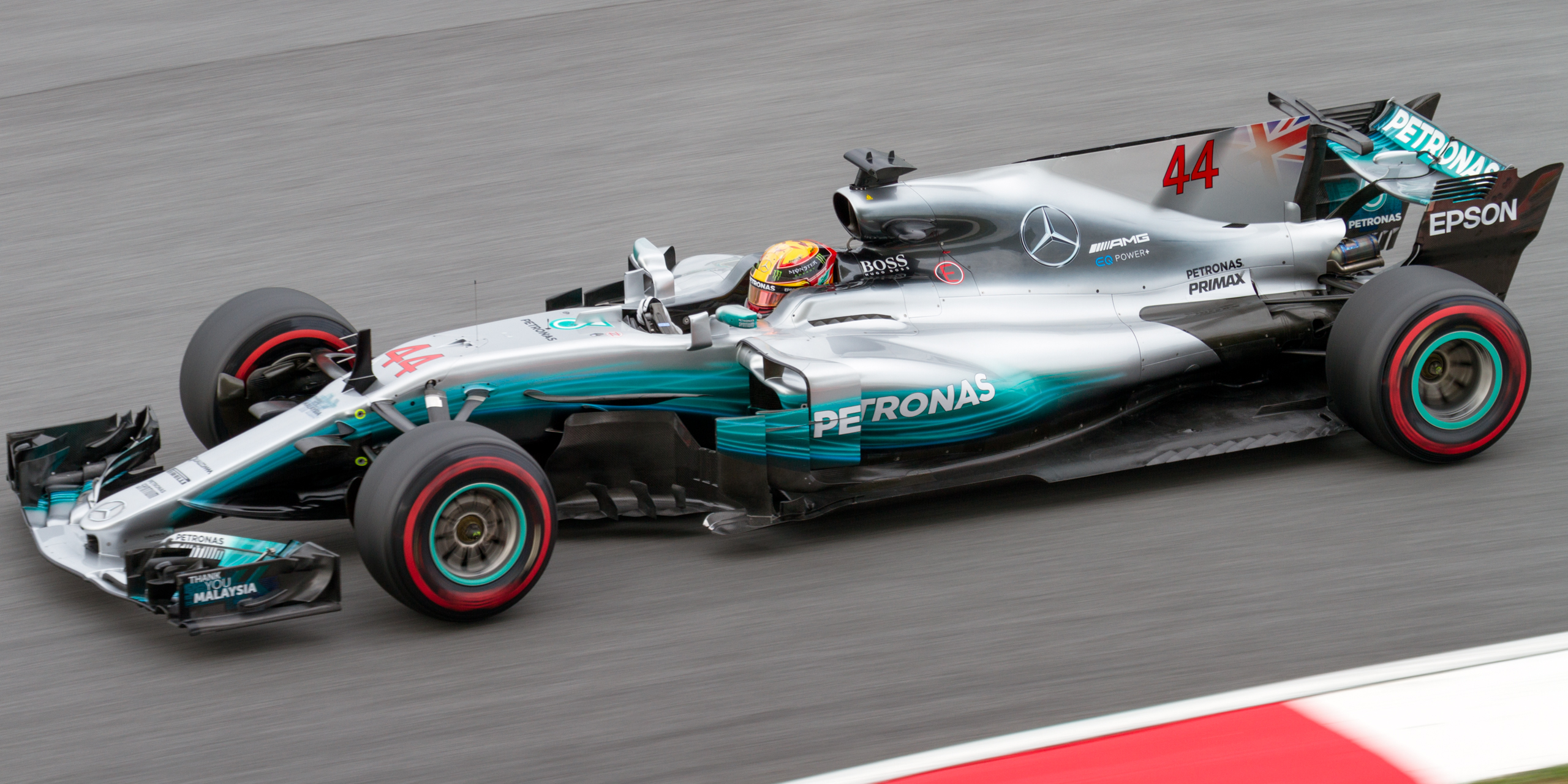
Hamilton durante las prácticas del Gran Premio de Malasia de 2017.

En el GP de Azerbaiyán, Lewis logró un quinto puesto, esto fue debido a que el reposacabezas de su monoplaza se salió cuando rodaba en la primera plaza y tuvo que entrar a boxes para sustituirlo. Esta carrera fue muy polémica porque Sebastian Vettel embistió con su monoplaza al británico de manera premeditada, lo que le costó un "Stop&Go" de 10 segundos, en Austria, Lewis tuvo que penalizar 5 posiciones por la sustitución de la caja de cambios de su monoplaza y en la carrera logró escalar hasta la 4.ª posición. En Gran Bretaña, logró una cómoda victoria y su máximo rival al título, Sebastian Vettel, tuvo que conformarse con la 7.ª posición ya que a falta de dos vueltas, su neumático delantero izquierdo sufrió un pinchazo cuando rodaba cuarto, lo que dejó a Lewis a tan solo un punto del liderato del campeonato. En Hungría, Bottas dejó superar a Hamilton para que este diera caza a los dos pilotos de Ferrari. Al no poder alcanzarlos, el británico devolvió la posición a su compañero de equipo en la última curva de carrera, finalizando cuarto.
Luego del receso veraniego, Hamilton acumuló victorias en Bélgica, Italia, Singapur, Japón y Estados Unidos, además de un segundo puesto en Malasia, mientras que Vettel registró abandonos en Singapur y Japón. De este modo, el británico conquistó su cuarto campeonato mundial en México, con dos fechas de antelación.

##### 2018: pentacampeón
Un año más comenzó la temporada en el Gran Premio de Australia, con un total de 21 Grandes Premios en esta temporada, lo que es todo un récord. Esta temporada comenzó con varias revoluciones en los monoplazas, como la complementación del Halo como medio para la seguridad. Esto no impidió que de nuevo los hombres de Mercedes fuesen los más rápidos sobre el trazado de Albert Park. Hamilton se adjudicó una nueva pole position, pero debido a un safety car y la estrategia de Ferrari de mantener a Vettel en pista terminó segundo, aunque demostrando un ritmo superior al de Ferrari. En el segundo Gran Premio, en Baréin, Hamilton salió muy atrás en la parrilla, aunque consiguió remontar a la tercera posición, pero sin poder alcanzar al ganador de la carrera, Sebastián Vettel.
En el GP de China, Hamilton demuestra tener un ritmo pobre, con Vettel de nuevo liderando hasta que un toque con Max Verstappen, hizo que Vettel acabase octavo, con Hamilton colocado en la cuarta posición final. En el Gran Premio de Azerbaiyán, el alemán volvió a liderar la carrera, hasta que Mercedes le hizo la jugada con Bottas que él le hizo a Hamilton en Australia, saliendo del pit Bottas primero, Vettel segundo y Hamilton tercero. Vettel se lanzó a por Bottas para recuperar la posición en la primera curva y cometió un error pasándose de frenada, lo que unido a un pinchazo de Bottas a 2 vueltas del final, hizo que Hamilton ganase y se pusiese una vez más líder del mundial. En Montmeló, Hamilton consiguió la pole y la victoria con autoridad. En Mónaco, el inglés salió tercero y terminó tercero, mostrando un ritmo superior a los monoplazas de detrás, pero inferior a los dos de arriba, Vettel y el ganador Ricciardo.

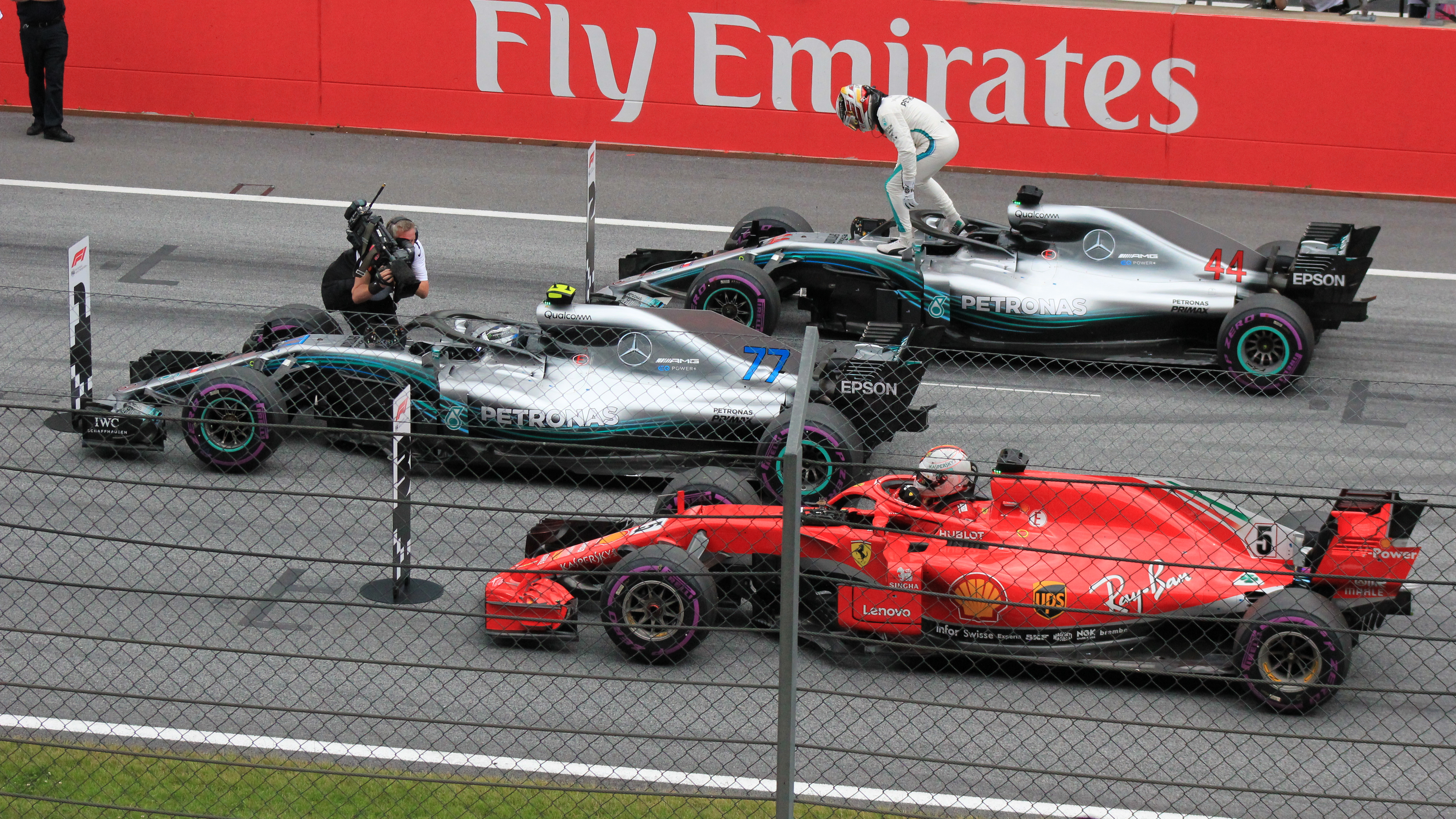
Bottas, Hamilton y Vettel luego de la clasificación de Austria.

En Canadá perdió el liderato del mundial, después de completar una floja carrera en la cual tuvo el ritmo más flojo de los tres equipos punteros, y carrera la cual Vettel ganó de nuevo. En el Gran Premio de Francia, en el Circuito Paul Ricard, Hamilton hizo otra carrera impecable como en España, lo que unido a un error de Vettel en la salida, le hicieron recuperar el liderato. En Austria, los dos Mercedes partieron como favoritos para hacer el doblete, pero problemas mecánicos con ambos, hicieron retirarse tanto a Bottas como a Hamilton, poniendo fin a una racha de más de 30 carreras acabando en los puntos, récord absoluto de la categoría. En Inglaterra, un choque le hizo tener que remontar y finalmente llega segundo, detrás de Vettel. Pero en Alemania, Hamilton volverá a recuperar el liderato del mundial, con una épica remontada desde el fondo de la parrilla en una carrera con condiciones cambiantes, en la cual Vettel abandonó por una salida de pista. En Budapest, gracias a una gran clasificación en mojado, a la labor del cuidado de sus neumáticos, y al trabajo de equipo, Hamilton ganó el GP con Vettel segundo.
Por otro lado, en Spa, Hamilton logró de nuevo la pole. La carrera se disputó en seco, y Hamilton pasó a ser segundo, detrás del alemán. Pero a partir de aquí vino de nuevo el casi «monopolio» de Mercedes. Hamilton venció en Monza tras salir tercero, después de una calificación muy ajustada con los dos pilotos de Ferrari, que ocuparon la primera línea. Vettel acabó cuarto debido a un duelo con Hamilton, el cual se salió de pista. En Singapur, Mercedes volvió a ganar con Hamilton saliendo desde la pole, y con Vettel llegando tercero, a más de medio minuto por detrás, después de que el alemán intentase un undercut arriesgando con los ultrablandos. En el Gran Premio de Japón, logró una nueva victoria, en la que no tuvo rival, Vettel llegó sexto, debido a un nuevo error de pilotaje. En Rusia, Hamilton marchó segundo, pero las órdenes de equipo sobre su compañero Bottas, hace que gane de nuevo una carrera, la novena de la temporada. Pero para el GP de Estados Unidos, la FIA hace que Mercedes cambie el sistema de refrigeración de los frenos traseros, haciendo aumentar la degradación de los neumáticos para el equipo alemán. Esto hace que en Estados Unidos, pese a conseguir la pole, acabe tercero con 2 paradas, por 1 de sus rivales. Vettel terminó cuarto, y evitó que Hamilton ganase el mundial en su primer Match Point. El triunfo final llegó en México. Hamilton sufrió de nuevo con los neumáticos, y pese a la segunda posición de Vettel, Hamilton llegó cuarto, y consiguió el pentacampeonato, igualando a Juan Manuel Fangio.
Ya en Brasil, ganó de nuevo desde la pole, debido a un choque de Max Verstappen con Esteban Ocon, cuando el de Red Bull lideraba la competencia. Finalmente, en la última cita en Abu Dabi, Hamilton salió desde la primera posición, y no se movió de esa posición en toda la carrera, igualando su récord de 11 victorias en una temporada, y primer piloto de la historia en superar la barrera de los 400 puntos, con un balance de 19,42 puntos por carrera, y aventajando en 88 puntos al segundo clasificado, Sebastian Vettel, y en 134 a su compañero Valtteri Bottas.

##### 2019: hexacampeón

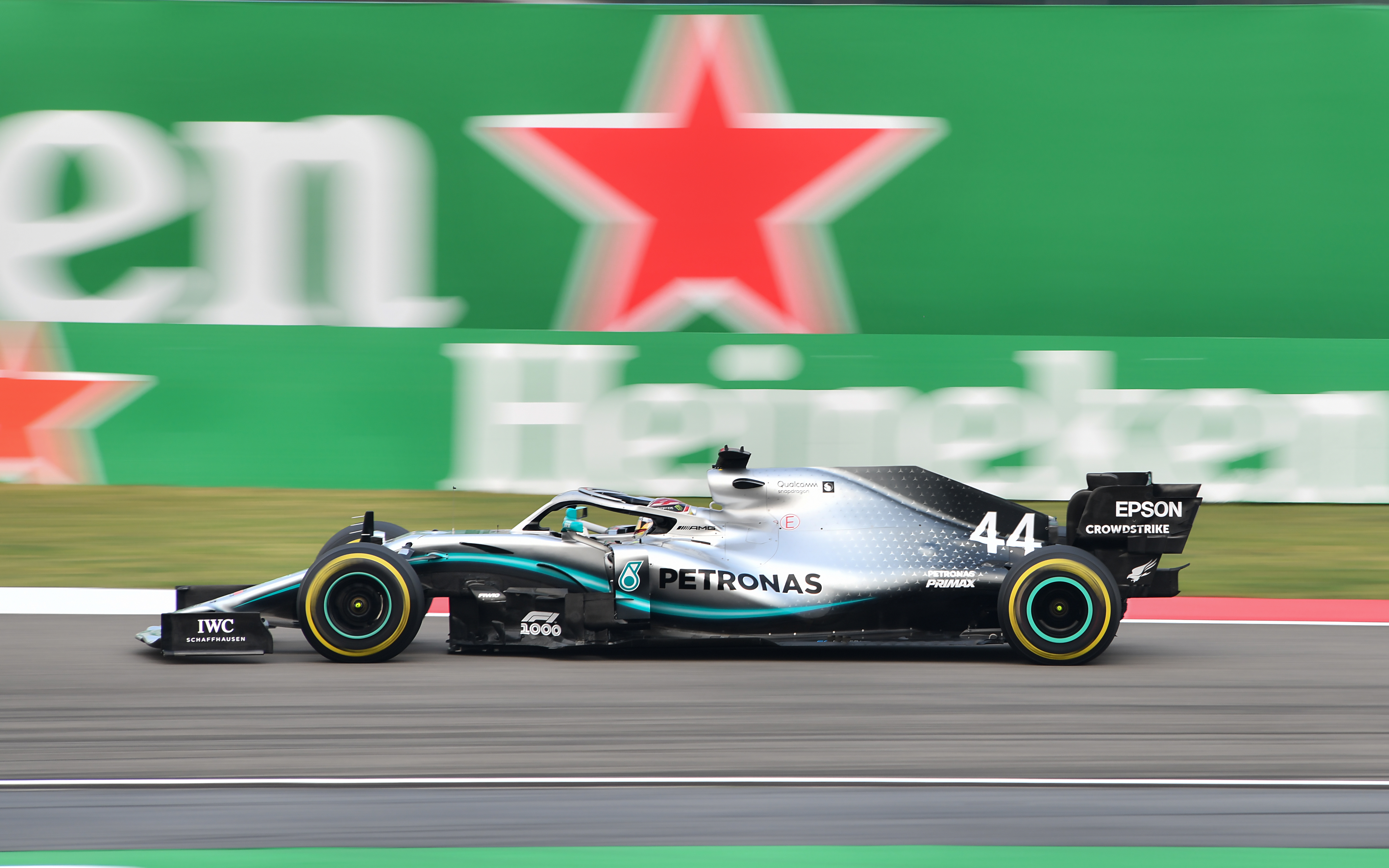
Hamilton en el GP de China.

En 2019, el británico cosechó 11 victorias a lo largo del año que le permitieron lograr su sexto título; el tercero seguido. La temporada la arrancó en Australia con pole, pero en la salida su compañero Valtteri Bottas lo adelantó y Hamilton no lo pudo recuperar el puesto, terminando segundo. En Baréin y China consiguió la victoria a pesar de no partir desde la pole, en Azerbaiyán largo y acabó segundo y en España ganó la carrera largando en el puesto 2, así logrando el quinto doblete del año para Mercedes.
En Mónaco volvió a ganar partiendo desde la pole. En el Gran Premio de Canadá, Hamilton largó segundo, por detrás de Sebastian Vettel, pero una polémica sanción al alemán le permitió ganar por tercera vez consecutiva. En Francia, victoria con pole incluida, pero Austria sería la primera carrera para Hamilton sin podio. Clasificó segundo pero una sanción por estorbar a pilotos durante su vuelta rápida le relegó a la cuarta posición, en carrera acabó quinto.
En Gran Bretaña, una lucha con su compañero le dio la victoria largando segundo, mientras que en el lluvioso GP de Alemania logró la pole pero un golpe en el alerón le hizo ir a boxes con los mecánicos inadvertidos, perdiendo hasta 50 segundos en la parada y acabando undécimo. Fue duodécimo en pista, pero una sanción a los dos Alfa Romeo le otorgó la novena posición y así no perder la racha de 22 carreras seguidas en los puntos.
En Hungría largaba tercero, peleó el triunfo con Verstappen, a quien venció. En Bélgica no pudo batir a los Ferrari en clasificación y largó tercero, Hamilton no pudo alcanzar a Leclerc y acabó segundo. En Monza, el británico tuvo otro duelo con Leclerc. Largó segundo y en la carrera persiguió al monegasco toda la carrera, pero un error en la primera chicane le hizo perder las opciones de victoria y la segunda posición con Bottas. Singapur fue la tercera cita para Lewis sin podio. Allí largó segundo pero las estrategias de Ferrari y Red Bull le hizo perder ambas posiciones con Vettel y Verstappen.
En Rusia largó segundo pero perdió la posición con Vettel en la salida. Acabó ganando tras el abandono del alemán y beneficiado por un auto de seguridad. En Japón largaba cuarto, aprovechó los incidentes de Leclerc y Verstappen y quedó tercero por detrás de Vettel y Bottas. El equipo Mercedes se consagró campeón gracias a estos resultados. En México, Lewis volvió a clasificarse cuarto pero ganó la carrera.
En Estados Unidos, a pesar de largar quinto, acabó segundo detrás de Bottas y así Hamilton se consagró campeón mundial por tercera vez consecutiva y por sexta vez en su carrera deportiva. Superando así a Juan Manuel Fangio y quedándose a uno del récord de Michael Schumacher. Brasil se convirtió en la cuarta carrera sin podio para Hamilton de la temporada. Largó tercero, llegó a liderar la carrera antes de un auto de seguridad, pero un mal relanzamiento le costó la posición con Verstappen. Más tarde, intentando adelantar a Alexander Albon, lo embistió. Fue tercero en pista pero una sanción por lo anterior lo hizo caer el séptimo puesto. Ganó nuevamente en Abu Dabi, cerrado así una temporada con 11 victorias, 5 pole positions, 6 vueltas rápidas, 17 podios y 413 puntos.

##### 2020: pandemia y 7° título
La temporada 2020 se vio pospuesta por la pandemia de COVID-19 hasta julio, iniciando en el GP de Austria. Hamilton se quedó con el 4° puesto, siendo su compañero Valtteri Bottas quien se alzó con la victoria. A pesar de esto, Lewis lograría estar en el podio y ganar, en todos los posteriores encuentros, con excepción en Monza, donde finalizaría en séptima posición. El 15 de noviembre de 2020, Hamilton logra su séptimo título matemáticamente al lograr la victoria en el Gran Premio de Turquía, restando todavía 3 carreras en el calendario.
El 1 de diciembre de 2020, con 2 carreras para terminar la temporada, su equipo confirmó su positivo por coronavirus, quedando fuera de la parrilla de salida del primer Gran Premio de Sakhir, siendo reemplazado por el piloto George Rusell.

##### 2021: renovación tardía
El año 2021 empezó con Hamilton sin contrato firmado con Mercedes, lo que abrió muchas especulaciones acerca de su retiro. Sin embargo, el 8 de febrero se confirmó su continuidad un año más con la escudería alemana en busca del octavo título mundial.
A lo largo de la temporada, tendría como principal oponente a Max Verstappen. En las primeras 4 carreras, Hamilton lideraría el campeonato de pilotos, con 3 victorias y un segundo puesto en Emilia-Romaña. En Mónaco, no consigue sobrepasar la 7° posición, perdiendo en liderato del campeonato ante Verstappen. En Azerbaiyán, finaliza en 15° posición, debido a un equivocación al seleccionar el modo de freno incorrecto, lo que provocó que su monoplaza se bloqueara a alta velocidad y tuviera que tomar una vía de escape. En los siguientes tres encuentros, queda en 2° posición detrás del neerlandés. En Gran Bretaña, Hamilton se alzaría con la victoria, tras dejar fuera a Verstappen en los primeros metros de la carrera, producto de un choque de su alerón trasero con la rueda trasera derecha de su rival. Otro enfrentamiento rueda a rueda, tendría lugar en Monza, donde ambos terminarían abandonando tras un choque en la vuelta 26. En los siguientes encuentros, lucharían punto a punto por el liderato del campeonato, repartiéndose entre primer y segundo lugar. Hamilton lograría reducir el margen, ganando consecutivamente en Brasil, Catar y Arabia Saudita, empatando con 369.5 puntos con Verstappen. En la última prueba, en el Gran Premio de Abu Dabi, Hamilton iniciaba en segunda posición en la parilla detrás de Verstappen. En la primera curva, logró adelantar al neerlandés, manteniendo el liderato casi hasta el final la carrera. En la vuelta 53, Nicholas Latifi, sufriría un accidente que obligaría a salir al safety car; Verstappen aprovechó esta situación para entrar a boxes y cambiar a neumáticos blandos, mientras que Hamilton se mantuvo con el compuesto duro. Tras una reñida pelea, Hamilton es superado en la última vuelta por Verstappen, quien se corona con el título de campeón.

##### 2022: primera temporada sin victorias
En la temporada 2022, logró un podio en la primera ronda en Baréin, finalizando en la tercera posición. A pesar de esto, no tendría un mejor rendimiento en las siguientes carreras, llegando a quedar en 13.º posición en Emilia-Romaña, detrás de un defensivo Pierre Gasly.
Sin embargo, tuvo una gran mejoría a partir de Canadá, logrando cinco podios consecutivos, terminando en Francia y Hungría en segundo lugar. Después lograr varios puntos, logró otros tres podios en Estados Unidos, Ciudad de México y São Paulo. Finalmente se ubicó en la sexta posición en el campeonato con 240 puntos, sin poder ganar en el año, y siendo superado por su compañero George Russell. Por primera vez en su carrera, Hamilton cortó su racha de haber logrado la victoria en todas sus temporadas disputadas.

#### Ferrari (2025-)
El 1 de febrero de 2024, Hamilton anunció su marcha de Mercedes tras 12 temporadas y seis títulos en la escudería de las «flechas plateadas» para fichar por los rivales de Maranello, Scuderia Ferrari, para disputar la temporada 2025.

## Imagen pública e influencia

### Riqueza e ingresos
En 2015, Hamilton fue clasificado como el deportista británico más rico, con una fortuna personal estimada de £ 88 millones. En 2018, se informó que Hamilton tenía un patrimonio neto de £ 159 millones. Hamilton es actualmente el piloto mejor pagado de la Fórmula 1, y desde que se unió a Mercedes en 2013 ha sido uno de los pilotos mejor pagados de la parrilla. Antes del Gran Premio de Mónaco de 2015, Hamilton firmó un contrato para quedarse con Mercedes hasta el final de la temporada 2018 en un acuerdo por valor de más de £ 100 millones durante los tres años, lo que lo convierte en uno de los pilotos mejor pagados de la Fórmula 1. En la semana previa al Gran Premio de Alemania de 2018, Hamilton firmó un contrato de dos años con Mercedes, con un valor de hasta £ 40 millones por año, lo que convierte a Hamilton en el piloto mejor pagado en la historia de la categoría.

### Recepción mediática
En diciembre de 2017, Hamilton generó controversia luego de compartir un video en Instagram de su sobrino con un vestido de princesa en el que comentó "¿Por qué pediste un vestido de princesa para Navidad? Los niños no usan vestidos de princesa". Fue criticado en las redes sociales y por organizaciones benéficas LGBT por sus comentarios. Posteriormente eliminó el video antes de eliminar todo el contenido de sus canales de redes sociales, aunque volvió a usar activamente sus cuentas de redes sociales el 17 de enero de 2018. Hamilton se disculpó por sus comentarios y más tarde apareció en Disneyland París con su sobrino, que usó un vestido de princesa para el viaje, además de aparecer en la portada de GQ con una falda escocesa de tartán arcoíris que diseñó con Tommy Hilfiger, diciendo "Hice algo y luego me di cuenta del efecto que había tenido... Quiero hacer las paces. Lo acepto, me doy cuenta y me alegro de ser responsable de ello".
En diciembre de 2018, Hamilton, nacido en Stevenage, causó controversia en los Premios a la Personalidad Deportiva del Año de la BBC, donde dijo en la televisión en vivo: "Realmente era un sueño para todos nosotros, como familia, hacer algo diferente, barrios marginales"; antes de corregirse de inmediato, diciendo: "Bueno, no los barrios marginales, sino salir de algún lugar y hacer algo. Todos fijamos nuestras metas muy, muy altas, pero lo hicimos en equipo". Mientras que Hamilton inmediatamente trató de corregir sus comentarios, el líder del Consejo de la Ciudad de Stevenage describió los comentarios como "decepcionantes" y señaló que la gente se sintió "muy ofendida". Hamilton publicó un video en Instagram en el cual se disculpó por sus comentarios, diciendo "Estoy superorgulloso de donde vengo y espero que sepas que represento de la mejor manera que siempre puedo. […] Particularmente cuando estás frente a una multitud, tratando de encontrar las palabras adecuadas para expresar el largo viaje que has tenido en la vida, elegí las palabras equivocadas". El alcalde de la ciudad aceptó posteriormente su "amable disculpa".

### Trato racista
Anthony Hamilton es negro debido a su ascendencia granadina, mientras que Carmen Larbalestier es blanca, lo que convierte a Lewis en mulato. Él se ha identificado como negro.
Hamilton, el primer y único piloto negro en competir en la Fórmula 1, ha sido objeto de abusos racistas a lo largo de su carrera. En 2008, Hamilton fue interrumpido durante las pruebas de pretemporada en el Circuit de Catalunya por varios espectadores españoles que vestían pintura facial negra y pelucas negras, así como camisetas con las palabras "Hamilton's familly [sic]". La FIA advirtió a las autoridades españolas sobre la repetición de tal comportamiento y lanzó una campaña "Race Against Racism". Poco antes del Gran Premio de Brasil de 2008, un sitio web propiedad de la sucursal española de la agencia de publicidad TBWA con sede en Nueva York y llamado "pinchalaruedadeHamilton", apareció en los medios británicos. El sitio contenía una imagen de Interlagos que permitía a los usuarios dejar clavos y pinchos en la pista para que el auto de Hamilton los atropellara.
El tratamiento de Hamilton por parte de los medios de comunicación y los críticos, en ocasiones, ha sido criticado por ser racista. En 2014, el periodista de The Guardian Joseph Harker destacó los dobles raseros en el trato de Hamilton en comparación con otros conductores británicos por parte de los periódicos británicos, lo que sugiere que el color de su piel ha influido en la percepción de falta de aceptación entre el público británico. En 2019, el futbolista Rio Ferdinand describió el escrutinio de Hamilton por parte de los medios de comunicación como "con matices racistas" y contrastó el tratamiento de Hamilton con el de su compañero piloto británico Jenson Button. Al comienzo de su carrera en la F1, Hamilton dijo que "trató de ignorar el hecho de que [él] fue el primer hombre negro en competir en el deporte", pero luego declaró que desde entonces había llegado a "apreciar las implicaciones", y cambió su enfoque para abrazar su posición y promover la igualdad dentro del deporte. Desde entonces, Hamilton ha cuestionado la política racial en la Fórmula 1 en varias ocasiones. En 2011, después de ser convocado a los comisarios en cinco de las seis primeras carreras de la temporada, Hamilton bromeó: "Tal vez sea porque soy negro, eso es lo que dice Ali G". En 2018, Hamilton criticó la falta de diversidad en la categoría, describiendo cómo nada había cambiado en sus once años en el deporte antes de decir "Niños, gente, hay tantos trabajos en este deporte de los que cualquiera, sin importar su origen étnico u origen, puede hacerlo y encajar". En 2019, Toto Wolff, jefe del equipo Mercedes, describió cómo Hamilton estaba "marcado de por vida" por el abuso racista infligido durante su infancia.
Tras la muerte de George Floyd mientras era arrestado en mayo de 2020, que provocó protestas nacionales y mundiales, Hamilton criticó a las figuras de la Fórmula 1 por su silencio. Tras los comentarios de Hamilton, varios conductores emitieron declaraciones sobre la muerte de Floyd y expresaron su apoyo al movimiento Black Lives Matter, y se expresó el apoyo de otras figuras del deporte, como el jefe del equipo Mercedes, Toto Wolff. Ross Brawn, director gerente de Fórmula 1, dijo que la organización apoyaba a Hamilton, y describió a Hamilton como "un gran embajador del deporte". Reconoció que los comentarios de Hamilton "son muy válidos" y que el deporte "puede brindar mayores oportunidades para que los grupos minoritarios y étnicos se involucren en el automovilismo". Brawn declaró que la F1 estaba trabajando para aumentar la diversidad dentro del deporte, con esfuerzos dirigidos a aumentar las oportunidades de conducción a nivel de base, así como en todos los roles del campeonato.
En 2021, volvió a ser víctima de abuso racista a través de las redes sociales luego de su polémica victoria en el Gran Premio de Gran Bretaña, en el cual estuvo involucrado en un incidente con Max Verstappen en el inicio de la carrera. La Fórmula 1, Mercedes, FIA y sus rivales apoyaron al británico.

### Control de residencia y fiscal
Hamilton anunció su intención de vivir en Suiza en 2007, afirmando que esto se debía a que deseaba alejarse del escrutinio de los medios que experimentó al vivir en el Reino Unido. Dijo en el programa de televisión Parkinson que los impuestos también eran una razón. Se instaló en Luins en el cantón de Vaud. En 2010, Hamilton se unió a muchos pilotos de Fórmula 1 del pasado y del presente, cuando se mudó a Mónaco, comprando una casa por valor de £ 10 millones. También es dueño de un apartamento en Manhattan que compró por US $ 40 millones, y una propiedad en Colorado, donde ha dicho que viviría después de su jubilación.
Hamilton fue una de las varias figuras cuyos acuerdos fiscales fueron criticados en un informe de la organización benéfica de justicia social Christian Aid en 2008. El mismo año, Hamilton recibió críticas públicas del Reino Unido, miembros del parlamento por evitar los impuestos del Reino Unido. Tras la filtración de los Paradise Papers confidenciales en noviembre de 2017, se informó que Hamilton había evitado pagar £ 3,3 millones de impuesto al valor agregado (IVA) en su jet privado Challenger 605 por valor de £ 16,5 millones. Según BBC Panorama, el acuerdo de arrendamiento establecido por sus asesores parecía ser artificial y no cumplir con la prohibición de la UE y el Reino Unido sobre la devolución del IVA para uso privado. La BBC también dijo que las cuentas de redes sociales de Hamilton proporcionan evidencia de que ha usado su jet para vacaciones y otros viajes personales. El avión se vendió en septiembre de 2019.

### Filantropía
En enero de 2020, Hamilton se comprometió a donar 500.000 dólares (aproximadamente 383.000 libras esterlinas) a una variedad de causas relacionadas con la actual crisis de incendios forestales en Australia. El dinero está destinado a los servicios de bomberos y organizaciones benéficas de bienestar animal.

## Otras actividades
Hamilton ha declarado fanático del arte y ha dicho que uno de sus artistas favoritos es Andy Warhol. Antes del Gran Premio de los Estados Unidos de 2014, Hamilton llevaba una versión con marco dorado de la pintura Cars de Warhol colgando de una cadena alrededor de su cuello.
Hamilton también hizo una aparición especial en la película Cars 2 (2011) en la que expresa una versión antropomórfica de sí mismo junto a Fernando Alonso. Luego prestó su voz a un asistente de comando de voz en Cars 3 (2017) utilizado por la personaje Cruz Ramírez en la versión inglesa.
A Hamilton se le acredita como productor ejecutivo del documental de 2018 The Game Changers.
En 2018, Hamilton lanzó una línea de ropa, TOMMYXLEWIS, durante la Semana de la Moda de Nueva York con el diseñador de moda estadounidense Tommy Hilfiger, junto con las modelos Winnie Harlow y Hailey Baldwin.
En diciembre de 2019, participó en un evento patrocinado junto al nueve veces campeón del Campeonato del Mundo de Motociclismo Valentino Rossi, en el Circuito Ricardo Tormo de Valencia. Rossi condujo su Mercedes (Mercedes AMG F1 W08 EQ Power+) de 2017 y el británico una Yamaha YZR-M1 de MotoGP.
En junio de 2020, se anunció que Hamilton había establecido la Comisión Hamilton con la Royal Academy of Engineering, La asociación se estableció para encontrar formas en las que el automovilismo pueda involucrar a más jóvenes de origen negro con materias de ciencia, tecnología, ingeniería y matemáticas y, en última instancia, emplearlos en el automovilismo o en otros sectores de la ingeniería.
Hamilton colaboró con Christina Aguilera en la canción "Pipe" bajo el seudónimo 'XNDA', lo cual fue confirmado por el mismo en julio de 2020.
En febrero de 2025, la marca canadiense Lululemon nombró a Hamilton embajador global como parte de su impulso en el mercado masculino. Según la cobertura en prensa y el anuncio de la compañía, el acuerdo contempla su colaboración con los equipos de investigación, diseño e innovación de la firma, acciones de impacto social en coordinación con su fundación Mission 44, y su aparición en la campaña global «No Holding Back».

## Vida personal y relaciones
En 2017, Hamilton le dijo a la BBC que se había vuelto vegano porque, "[como] la raza humana, lo que le estamos haciendo al mundo... la contaminación [en términos de emisiones de gases del calentamiento global] proveniente de la cantidad de vacas que se están produciendo es increíble. La crueldad es horrible y no necesariamente quiero apoyar eso y quiero vivir una vida más saludable".
En noviembre de 2007, Hamilton comenzó a salir con Nicole Scherzinger, la cantante principal del grupo femenino estadounidense Pussycat Dolls. Aunque se anunció en enero de 2010 que se separaron para centrarse en sus respectivas carreras, fueron vistos juntos en los Grandes Premios de Turquía y Canadá de ese año. La pareja se separó y se reunió en numerosas ocasiones entre 2011 y 2015, antes de finalmente separarse en febrero de 2015.
La contribución e influencia de Hamilton ha sido reconocida regularmente en Powerlist, una lista anual de los británicos negros más influyentes, en la que se ubicó entre los 10 primeros en 2016 y 2017.
Hamilton posee dos AC Cobra de 1967 sin restaurar, uno negro y otro rojo, y en febrero de 2015, se informó que Hamilton había comprado un Ferrari LaFerrari de "sus rivales en Maranello". El 18 de diciembre de 2007, Hamilton fue suspendido de conducir en Francia durante un mes después de ser sorprendido a una velocidad de 196 km / h (122 mph) en una autopista francesa. Su Mercedes-Benz Clase CLK también fue incautado. Dos días antes del Gran Premio de Australia de 2010, la policía de Victoria fue testigo de cómo Hamilton "perdía tracción deliberadamente" en su Mercedes-Benz Clase C 63 y confiscó el coche durante 48 horas. Hamilton emitió de inmediato una declaración de disculpa por "conducir de manera exuberante". Después de ser acusado de perder intencionalmente el control de un vehículo, Hamilton fue finalmente multado con 500 dólares australianos (£ 288), y el magistrado lo describió como un "hoon" [niño piloto]. Hamilton es católico.
En 2022 recibió la ciudadanía honoraria por el Congreso de Brasil. Ese año, también manifestó intenciones de añadir el apellido  de soltera de su madre, Larbalestier, a su nombre.

## Récords en Fórmula 1
- Tiene la mayor cantidad de carreras ganadas en la historia de la competición: 105.
- Tiene la mayor cantidad de podios consecutivos obtenidos en su temporada de debut: 9.
- Tiene la mayor cantidad de carreras ganadas en su temporada de debut: 4 (igualando a Jacques Villeneuve).
- Hamilton es el piloto más joven en liderar el campeonato.
- Ha logrado la mayor cantidad de pole positions en su temporada de debut: 6.
- Es el primer piloto debutante que llega a la última carrera como líder del campeonato.
- Es el segundo piloto debutante que llega a la última carrera con posibilidad de ganar el título (el primero fue Jacques Villeneuve en 1996).
- Hamilton es el piloto con mejor puntuación en Fórmula 1 como debutante (109).
- En 2008 fue el piloto más joven en ganar el campeonato mundial, hasta que en 2010 Sebastian Vettel consiguió batir su marca.
- Hamilton se convierte en el sexto piloto de la historia en ganar 5 o más veces el mismo GP (Canadá).
- Piloto con más poles en la historia del campeonato (104)
- Hamilton es el británico con más victorias de la historia consiguiendo en el Gran Premio de los Estados Unidos de 2014, su victoria número 32 superando a Nigel Mansell (31).
- Hamilton es el británico con más podios de la historia.
- Es el piloto con más poles en diferentes Grandes Premios y diferentes circuitos (24).
- Lewis Hamilton es el piloto con mayor número de temporadas consecutivas con alguna pole position desde el debut (14).
- Es el piloto con mayor número de carreras consecutivas liderando alguna vuelta (18). En el Gran Premio de Gran Bretaña de 2015, supera el récord que tenía Jackie Stewart durante 45 años.
- Hamilton tiene la mayor cantidad de podios de la Historia del campeonato (202). Superando los (155) de Michael Schumacher.
- Es el piloto con más victorias en un mismo circuito y gran premio: 9 victorias en el Gran Premio de Gran Bretaña en el Circuito de Silverstone

## Resumen de carrera
| Temporada | Categoría                                  | Equipo                                 | Carreras     | Victorias    | Poles        | VR           | Podios       | Puntos       | Pos.         |
| --------- | ------------------------------------------ | -------------------------------------- | ------------ | ------------ | ------------ | ------------ | ------------ | ------------ | ------------ |
| 2001      | Fórmula Renault 2000 Británica de Invierno | Manor Motorsport                       | 4            | 0            | 0            | 0            | 0            | ?            | 5.º          |
| 2002      | Fórmula Renault 2000 Británica             | Manor Motorsport                       | 13           | 3            | 3            | 5            | 7            | 274          | 3.º          |
| 2002      | Eurocopa de Fórmula Renault 2000           | Manor Motorsport                       | 4            | 1            | 1            | 2            | 3            | 92           | 5.º          |
| 2003      | Fórmula Renault 2.0 Británica              | Manor Motorsport                       | 15           | 10           | 11           | 9            | 13           | 419          | 1.º          |
| 2003      | Fórmula 3 Británica                        | Manor Motorsport                       | 2            | 0            | 0            | 0            | 0            | 0            | NC           |
| 2003      | Masters de Fórmula Renault 2000            | Manor Motorsport                       | 2            | 0            | 0            | 0            | 1            | 24           | 12.º         |
| 2003      | Fórmula Renault 2000 de Alemania           | Manor Motorsport                       | 2            | 0            | 0            | 0            | 0            | 25           | 27.º         |
| 2003      | Corea Super Prix                           | Manor Motorsport                       | 1            | 0            | 1            | 0            | 0            | N/A          | NC           |
| 2003      | Gran Premio de Macao                       | Manor Motorsport                       | 1            | 0            | 0            | 0            | 0            | N/A          | NC           |
| 2004      | Fórmula 3 Euroseries                       | Manor Motorsport                       | 20           | 1            | 1            | 2            | 5            | 69           | 5.º          |
| 2004      | Baréin Superprix                           | Manor Motorsport                       | 1            | 1            | 0            | 0            | 1            | N/A          | 1.º          |
| 2004      | Gran Premio de Macao                       | Manor Motorsport                       | 1            | 0            | 1            | 0            | 0            | N/A          | 14.º         |
| 2004      | Masters de Fórmula 3                       | Manor Motorsport                       | 1            | 0            | 0            | 0            | 0            | N/A          | 7.º          |
| 2005      | Fórmula 3 Euroseries                       | ASM Formule 3                          | 20           | 15           | 13           | 10           | 17           | 172          | 1.º          |
| 2005      | Masters de Fórmula 3                       | ASM Formule 3                          | 1            | 1            | 1            | 1            | 1            | N/A          | 1.º          |
| 2006      | GP2 Series                                 | ART Grand Prix                         | 21           | 5            | 1            | 7            | 14           | 114          | 1.º          |
| 2007      | Fórmula 1                                  | Vodafone McLaren Mercedes              | 17           | 4            | 6            | 2            | 12           | 109          | 2.º          |
| 2008      | Fórmula 1                                  | Vodafone McLaren Mercedes              | 18           | 5            | 7            | 1            | 10           | 98           | 1.º          |
| 2009      | Fórmula 1                                  | Vodafone McLaren Mercedes              | 17           | 2            | 4            | 0            | 5            | 49           | 5.º          |
| 2010      | Fórmula 1                                  | Vodafone McLaren Mercedes              | 19           | 3            | 1            | 5            | 9            | 240          | 4.º          |
| 2011      | Fórmula 1                                  | Vodafone McLaren Mercedes              | 19           | 3            | 1            | 3            | 6            | 227          | 5.º          |
| 2012      | Fórmula 1                                  | Vodafone McLaren Mercedes              | 20           | 4            | 7            | 1            | 7            | 190          | 4.º          |
| 2013      | Fórmula 1                                  | Mercedes AMG Petronas F1 Team          | 19           | 1            | 5            | 1            | 5            | 189          | 4.º          |
| 2014      | Fórmula 1                                  | Mercedes AMG Petronas F1 Team          | 19           | 11           | 7            | 7            | 16           | 384          | 1.º          |
| 2015      | Fórmula 1                                  | Mercedes AMG Petronas F1 Team          | 19           | 10           | 11           | 8            | 17           | 381          | 1.º          |
| 2016      | Fórmula 1                                  | Mercedes AMG Petronas F1 Team          | 21           | 10           | 12           | 3            | 17           | 380          | 2.º          |
| 2017      | Fórmula 1                                  | Mercedes AMG Petronas Motorsport       | 20           | 9            | 11           | 7            | 13           | 363          | 1.º          |
| 2018      | Fórmula 1                                  | Mercedes AMG Petronas Motorsport       | 21           | 11           | 11           | 3            | 17           | 408          | 1.º          |
| 2019      | Fórmula 1                                  | Mercedes AMG Petronas Motorsport       | 21           | 11           | 5            | 6            | 17           | 413          | 1.º          |
| 2020      | Fórmula 1                                  | Mercedes-AMG Petronas Formula One Team | 16           | 11           | 10           | 6            | 14           | 347          | 1.º          |
| 2021      | Fórmula 1                                  | Mercedes-AMG Petronas Formula One Team | 22           | 8            | 5            | 6            | 17           | 387.5        | 2.º          |
| 2022      | Fórmula 1                                  | Mercedes-AMG Petronas Formula One Team | 22           | 0            | 0            | 2            | 9            | 240          | 6.º          |
| 2023      | Fórmula 1                                  | Mercedes-AMG PETRONAS Formula One Team | 22           | 0            | 1            | 4            | 6            | 234          | 3.º          |
| 2024      | Fórmula 1                                  | Mercedes-AMG PETRONAS Formula One Team | 24           | 2            | 0            | 2            | 5            | 223          | 7.º          |
| 2025      | Fórmula 1                                  | Scuderia Ferrari HP                    | Disputándose | Disputándose | Disputándose | Disputándose | Disputándose | Disputándose | Disputándose |
| Fuente:   |                                            |                                        |              |              |              |              |              |              |              |

## Resultados

### Fórmula 3 Euroseries
(Clave) (negrita indica pole position) (cursiva indica vuelta rápida)

| Año  | Equipo           | 1        | 2       | 3         | 4       | 5         | 6       | 7       | 8       | 9       | 10      | 11        | 12       | 13       | 14      | 15        | 16      | 17      | 18      | 19      | 20      | Pos. | Puntos |
| ---- | ---------------- | -------- | ------- | --------- | ------- | --------- | ------- | ------- | ------- | ------- | ------- | --------- | -------- | -------- | ------- | --------- | ------- | ------- | ------- | ------- | ------- | ---- | ------ |
| 2004 | Manor Motorsport | HOC 1 11 | HOC 2 6 | EST 1 Ret | EST 2 9 | ADR 1 Ret | ADR 2 5 | PAU 1 4 | PAU 2 7 | NOR 1   | NOR 2 3 | MAG 1 Ret | MAG 2 21 | NÜR 1 3  | NÜR 2 4 | ZAN 1 3   | ZAN 2 6 | BRN 1 7 | BRN 2 4 | HOC 1 2 | HOC 2 6 | 5.º  | 68     |
| 2005 | ASM Formule 3    | HOC 1    | HOC 2 3 | PAU 1     | PAU 2 1 | SPA 1 DSQ | SPA 2 1 | MON 1   | MON 2 1 | OSC 1 3 | OSC 2 1 | NOR 1     | NOR 2 1  | NÜR 1 12 | NÜR 2 1 | ZAN 1 Ret | ZAN 2 1 | LAU 1   | LAU 2 1 | HOC 1   | HOC 2 1 | 1.º  | 172    |

### GP2 Series
(Clave) (negrita indica pole position) (cursiva indica vuelta rápida puntuable)

| Año  | Escudería      | 1   | 1   | 2   | 2   | 3   | 3   | 4   | 4   | 5   | 5   | 6   | 6   | 7   | 7   | 8   | 8   | 9   | 9   | 10  | 10  | 11  | 11  | Pos. | Puntos | Ref.    |
| ---- | -------------- | --- | --- | --- | --- | --- | --- | --- | --- | --- | --- | --- | --- | --- | --- | --- | --- | --- | --- | --- | --- | --- | --- | ---- | ------ | ------- |
| 2006 | ART Grand Prix | VAL | VAL | IMO | IMO | NÜR | NÜR | BAR | BAR | MON | MON | SIL | SIL | MAG | MAG | HOC | HOC | BUD | BUD | EST | EST | MNZ | MNZ | 1.º  | 114    | [ 149 ] |
| 2006 | ART Grand Prix | 2   | 6   | DSQ | 10  | 1   | 1   | 2   | 4   | 1   | 1   | 1   | 1   | 19  | 5   | 2   | 3   | 10  | 2   | 2   | 2   | 3   | 2   | 1.º  | 114    | [ 149 ] |

### Fórmula 1
(Clave) (negrita indica pole position) (cursiva indica vuelta rápida)

| Año     | Escudería                              | 1       | 2        | 3       | 4      | 5       | 6      | 7       | 8      | 9       | 10      | 11     | 12      | 13      | 14      | 15      | 16      | 17       | 18       | 19       | 20      | 21     | 22      | 23      | 24    | Pos. | Puntos |
| ------- | -------------------------------------- | ------- | -------- | ------- | ------ | ------- | ------ | ------- | ------ | ------- | ------- | ------ | ------- | ------- | ------- | ------- | ------- | -------- | -------- | -------- | ------- | ------ | ------- | ------- | ----- | ---- | ------ |
| 2007    | Vodafone McLaren Mercedes              | AUS 3   | MYS 2    | BHR 2   | ESP 2  | MON 2   | CAN 1  | USA 1   | FRA 3  | GBR 3   | EUR 9   | HUN 1  | TUR 5   | ITA 2   | BEL 4   | JPN 1   | CHN Ret | BRA 7    |          |          |         |        |         |         |       | 2.º  | 109    |
| 2008    | Vodafone McLaren Mercedes              | AUS 1   | MYS 5    | BHR 13  | ESP 3  | TUR 2   | MON 1  | CAN Ret | FRA 10 | GBR 1   | GER 1   | HUN 5  | EUR 2   | BEL 3   | ITA 7   | SIN 3   | JPN 12  | CHN 1    | BRA 5    |          |         |        |         |         |       | 1.º  | 98     |
| 2009    | Vodafone McLaren Mercedes              | AUS DSQ | MYS 7~   | CHN 6   | BHR 4  | ESP 9   | MON 12 | TUR 13  | GBR 16 | GER 18  | HUN 1   | EUR 2  | BEL Ret | ITA 12  | SIN 1   | JPN 3   | BRA 3   | ABU Ret  |          |          |         |        |         |         |       | 5.º  | 49     |
| 2010    | Vodafone McLaren Mercedes              | BHR 3   | AUS 6    | MYS 6   | CHN 2  | ESP 14  | MON 5  | TUR 1   | CAN 1  | EUR 2   | GBR 2   | GER 4  | HUN Ret | BEL 1   | ITA Ret | SIN Ret | JPN 5   | RCO 2    | BRA 4    | ABU 2    |         |        |         |         |       | 4.º  | 240    |
| 2011    | Vodafone McLaren Mercedes              | AUS 2   | MYS 8    | CHN 1   | TUR 4  | ESP 2   | MON 6  | CAN Ret | EUR 4  | GBR 4   | GER 1   | HUN 4  | BEL Ret | ITA 4   | SIN 5   | JPN 5   | RCO 2   | IND 7    | ABU 1    | BRA Ret  |         |        |         |         |       | 5.º  | 227    |
| 2012    | Vodafone McLaren Mercedes              | AUS 3   | MYS 3    | CHN 3   | BHR 8  | ESP 8   | MON 5  | CAN 1   | EUR 19 | GBR 8   | GER Ret | HUN 1  | BEL Ret | ITA 1   | SIN Ret | JPN 5   | RCO 10  | IND 4    | ABU Ret  | USA 1    | BRA Ret |        |         |         |       | 4.º  | 190    |
| 2013    | Mercedes AMG Petronas F1 Team          | AUS 5   | MYS 3    | CHN 3   | BHR 5  | ESP 12  | MON 4  | CAN 3   | GBR 4  | GER 5   | HUN 1   | BEL 3  | ITA 9   | SIN 5   | RCO 5   | JPN Ret | IND 6   | ABU 7    | USA 4    | BRA 9    |         |        |         |         |       | 4.º  | 189    |
| 2014    | Mercedes AMG Petronas F1 Team          | AUS Ret | MYS 1    | BHR 1   | CHN 1  | ESP 1   | MON 2  | CAN Ret | AUT 2  | GBR 1   | GER 3   | HUN 3  | BEL Ret | ITA 1   | SIN 1   | JPN 1   | RUS 1   | USA 1    | BRA 2    | ABU 1    |         |        |         |         |       | 1.º  | 384    |
| 2015    | Mercedes AMG Petronas F1 Team          | AUS 1   | MYS 2    | CHN 1   | BHR 1  | ESP 2   | MON 3  | CAN 1   | AUT 2  | GBR 1   | HUN 6   | BEL 1  | ITA 1   | SIN Ret | JPN 1   | RUS 1   | USA 1   | MEX 2    | BRA 2    | ABU 2    |         |        |         |         |       | 1.º  | 381    |
| 2016    | Mercedes AMG Petronas F1 Team          | AUS 2   | BHR 3    | CHN 7   | RUS 2  | ESP Ret | MON 1  | CAN 1   | EUR 5  | AUT 1   | GBR 1   | HUN 1  | GER 1   | BEL 3   | ITA 2   | SIN 3   | MYS Ret | JPN 3    | USA 1    | MEX 1    | BRA 1   | ABU 1  |         |         |       | 2.º  | 380    |
| 2017    | Mercedes AMG Petronas Motorsport       | AUS 2   | CHN 1    | BHR 2   | RUS 4  | ESP 1   | MON 7  | CAN 1   | AZE 5  | AUT 4   | GBR 1   | HUN 4  | BEL 1   | ITA 1   | SIN 1   | MYS 2   | JPN 1   | USA 1    | MEX 9    | BRA 4    | ABU 2   |        |         |         |       | 1.º  | 363    |
| 2018    | Mercedes AMG Petronas Motorsport       | AUS 2   | BHR 3    | CHN 4   | AZE 1  | ESP 1   | MON 3  | CAN 5   | FRA 1  | AUT Ret | GBR 2   | GER 1  | HUN 1   | BEL 2   | ITA 1   | SIN 1   | RUS 1   | JPN 1    | USA 3    | MEX 4    | BRA 1   | ABU 1  |         |         |       | 1.º  | 408    |
| 2019    | Mercedes-AMG Petronas Motorsport       | AUS 2   | BHR 1    | CHN 1   | AZE 2  | ESP 1   | MON 1  | CAN 1   | FRA 1  | AUT 5   | GBR 1   | GER 9  | HUN 1   | BEL 2   | ITA 3   | SIN 4   | RUS 1   | JPN 3    | MEX 1    | USA 2    | BRA 7   | ABU 1  |         |         |       | 1.º  | 413    |
| 2020    | Mercedes-AMG Petronas Formula One Team | AUT 4   | EST 1    | HUN 1   | GBR 1  | 70A 2   | ESP 1  | BEL 1   | ITA 7  | TOS 1   | RUS 3   | EIF 1  | POR 1   | EMI 1   | TUR 1   | BHR 1   | SAK     | ABU 3    |          |          |         |        |         |         |       | 1.º  | 347    |
| 2021    | Mercedes-AMG Petronas Formula One Team | BHR 1   | EMI 2    | POR 1   | ESP 1  | MON 7   | AZE 15 | FRA 2   | EST 2  | AUT 4   | GBR 12  | HUN 2  | BEL 3~  | NED 2   | ITA Ret | RUS 1   | TUR 5   | USA 2    | MEX 2    | SÃO 1    | QAT 1   | ARA 1  | ABU 2   |         |       | 2.º  | 387.5  |
| 2022    | Mercedes-AMG Petronas Formula One Team | BHR 3   | ARA 10   | AUS 4   | EMI 13 | MIA 6   | ESP 5  | MON 8   | AZE 4  | CAN 3   | GBR 3   | AUT 38 | FRA 2   | HUN 2   | BEL Ret | NED 4   | ITA 5   | SIN 9    | JPN 5    | USA 2    | MEX 2   | SÃO 23 | ABU 18† |         |       | 6.º  | 240    |
| 2023    | Mercedes-AMG PETRONAS Formula One Team | BHR 5   | ARA 5    | AUS 2   | AZE 67 | MIA 6   | MON 4  | ESP 2   | CAN 3  | AUT 8   | GBR 3   | HUN 4  | BEL 47  | NED 6   | ITA 6   | SIN 3   | JPN 5   | QAT Ret5 | USA DSQ2 | MEX 2    | SÃO 87  | LVG 7  | ABU 9   |         |       | 3.º  | 234    |
| 2024    | Mercedes-AMG PETRONAS Formula One Team | BHR 7   | ARA 9    | AUS Ret | JPN 9  | CHN 92  | MIA 6  | EMI 6   | MON 7  | CAN 4   | ESP 3   | AUT 46 | GBR 1   | HUN 3   | BEL 1   | NED 8   | ITA 5   | AZE 9    | SIN 6    | USA Ret6 | MEX 4   | SÃO 10 | LVG 2   | QAT 126 | ABU 4 | 7.º  | 223    |
| 2025*   | Scuderia Ferrari HP                    | AUS 10  | CHN DSQ1 | JPN 7   | BHR 5  | ARA 7   | MIA 83 | EMI 4   | MON 5  | ESP 6   | CAN 6   | AUT 4  | GBR 4   | BEL 7   | HUN 12  | NED     | ITA     | AZE      | SIN      | USA      | MEX     | SÃO    | LVG     | QAT     | ABU   | 6.º  | 109    |
| Fuente: |                                        |         |          |         |        |         |        |         |        |         |         |        |         |         |         |         |         |          |          |          |         |        |         |         |       |      |        |

- * Temporada en progreso.

## Palmarés

### Fórmula 1
- 7 campeonatos mundiales: 2008, 2014, 2015, 2017, 2018, 2019, 2020.
- 3 subcampeonatos mundiales: 2007, 2016, 2021.
- 105 victorias.
- 104 poles.
- 67 Vueltas rápidas.
- 202 Podios

### GP2 Series
- 1 Campeonato GP2 Series: 2006.
- 5 victorias
- 1 pole

### F3 EuroSeries
- 1 Campeonato F3 EuroSeries: 2005.
- 16 victorias
- 13 poles
- 10 vueltas rápidas

### Fórmula Renault Británica
- 1 campeonato de Fórmula Renault Británica 2.0: 2003.
- 13 victorias
- 13 poles
- 10 vueltas rápidas

| Predecesor: Danny Watts      | Campeón de Fórmula Renault 2.0 Británica 2003 | Sucesor: Mike Conway    |
| Predecesor: Jamie Green      | Campeón de Fórmula 3 Euroseries 2005          | Sucesor: Paul Di Resta  |
| Predecesor: Nico Rosberg     | Campeón de GP2 Series 2006                    | Sucesor: Timo Glock     |
| Predecesor: Kimi Räikkönen   | Campeón de Fórmula 1 2008                     | Sucesor: Jenson Button  |
| Predecesor: Sebastian Vettel | Campeón de Fórmula 1 2014, 2015               | Sucesor: Nico Rosberg   |
| Predecesor: Nico Rosberg     | Campeón de Fórmula 1 2017, 2018, 2019, 2020   | Sucesor: Max Verstappen |